# Politique dans la Seine-Saint-Denis

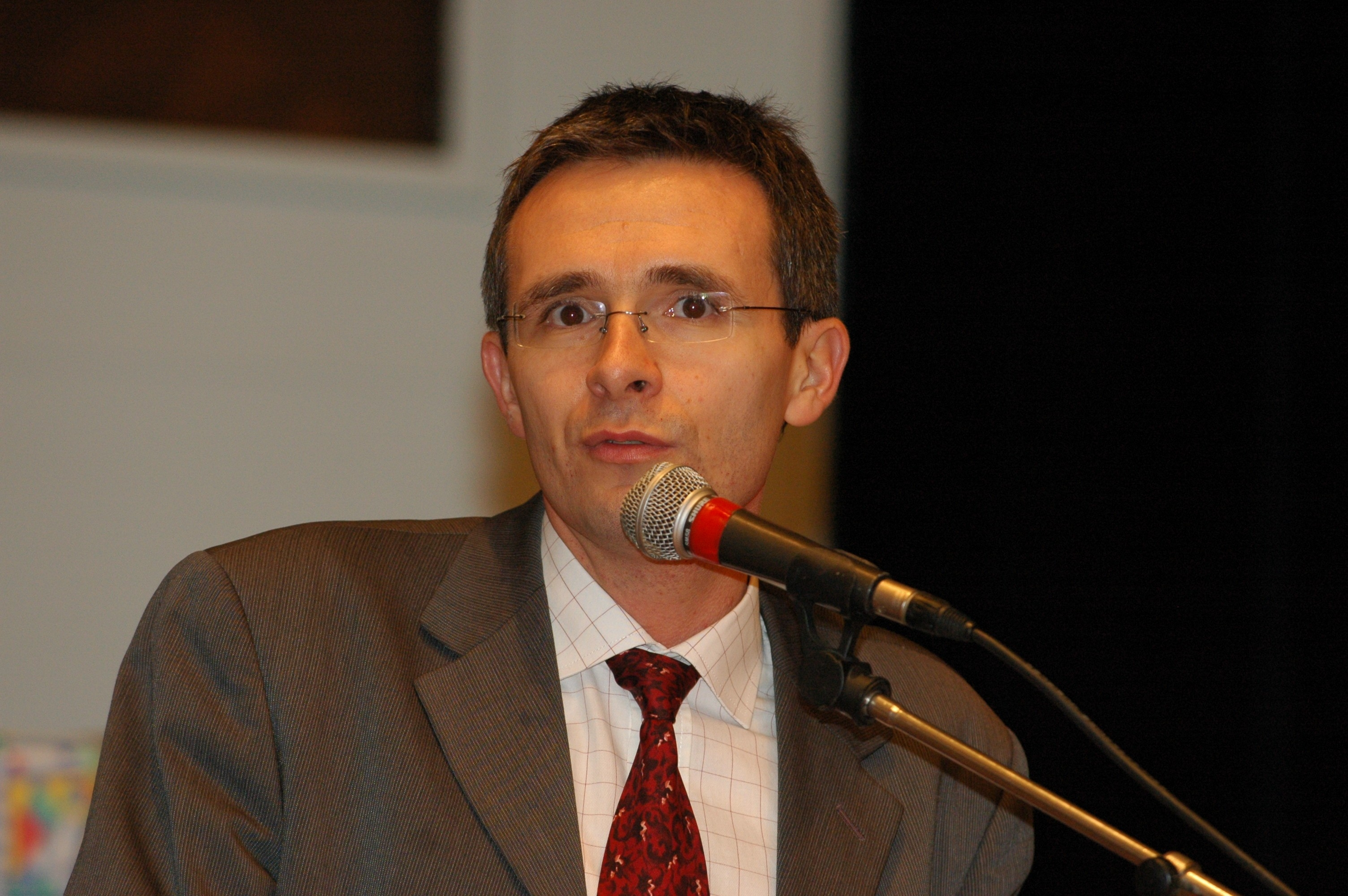
Stéphane Troussel, président du conseil général puis départemental depuis 2012.

La politique en Seine-Saint-Denis reste marquée par une longue domination du Parti communiste français. La Seine-Saint-Denis est l'un des départements constituant la Ceinture rouge historique de Paris. C'est un fief historique de la gauche, et en particulier du parti communiste, héritage d'un découpage tacite des zones d'influence entre le PCF et la droite sous De Gaulle.
Après avoir détenu la majorité des villes et la totalité des postes de députés ainsi que la majorité absolue au Conseil général de la Seine-Saint-Denis de 1967 à 2001 (avec l'emblématique Georges Valbon), le PCF a détenu la présidence du département jusqu'en mars 2008, avant de passer le relais au Parti socialiste. Si le PS est devenu force majoritaire du département vers 2007-2008, la droite et le centre ont également étendu une influence qui restait relativement limitée jusqu'en 2001.
Le département est riche de personnalités d'envergure nationale.

## Histoire politique et rapports de force

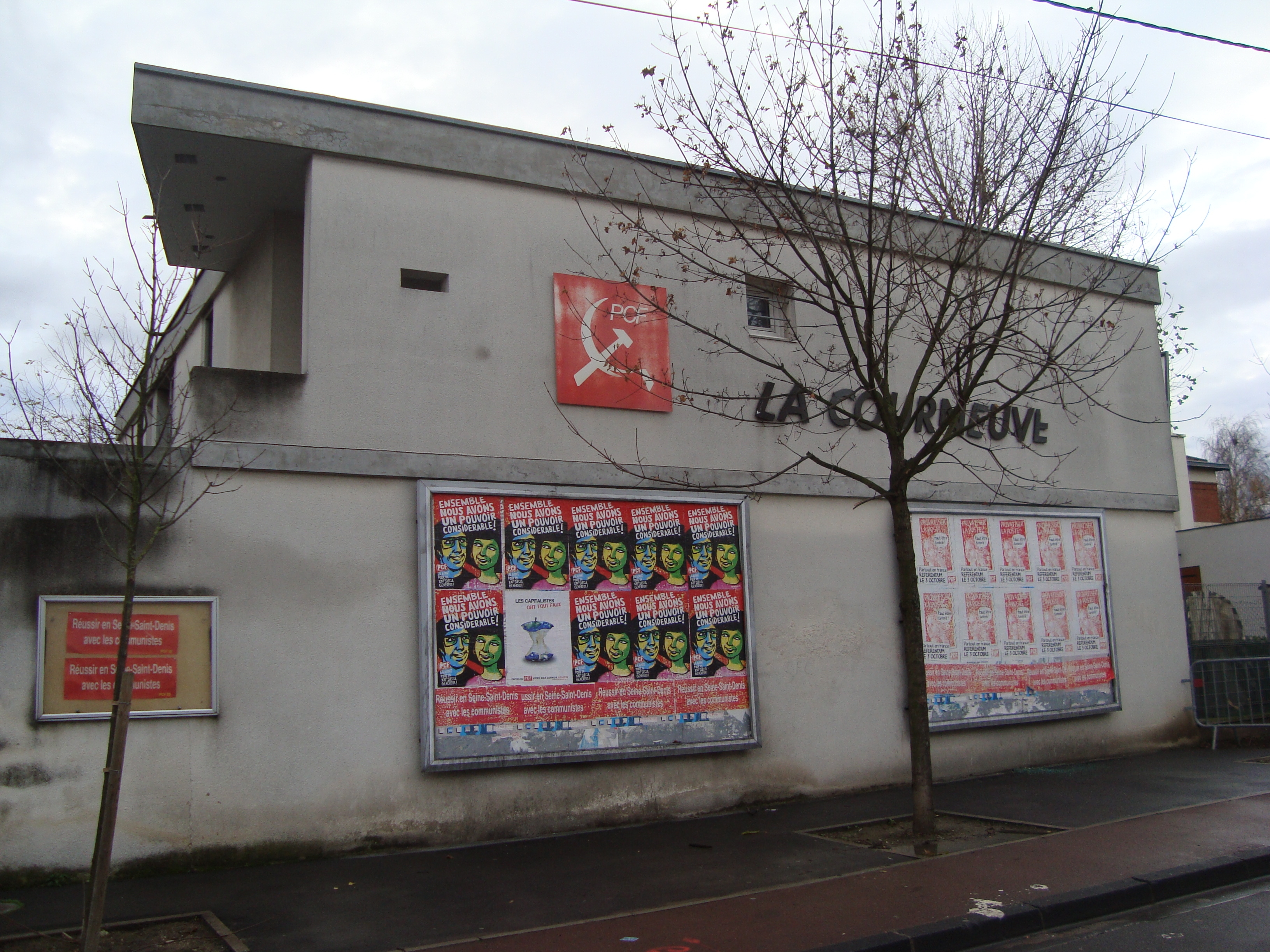
Le local du PCF à La Courneuve.

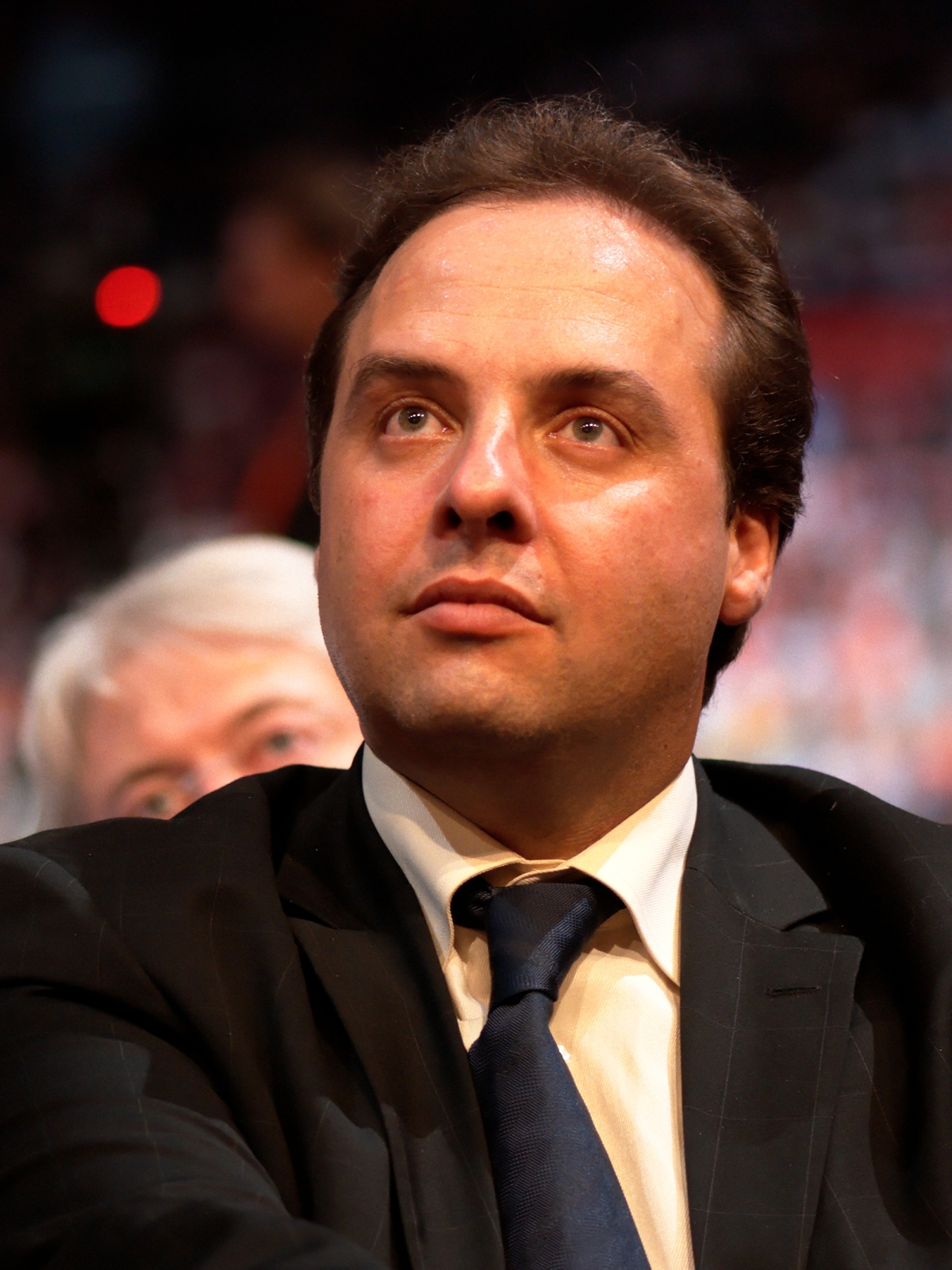
Jean-Christophe Lagarde (Force européenne démocrate), ici en 2007, solidement implanté à Drancy.

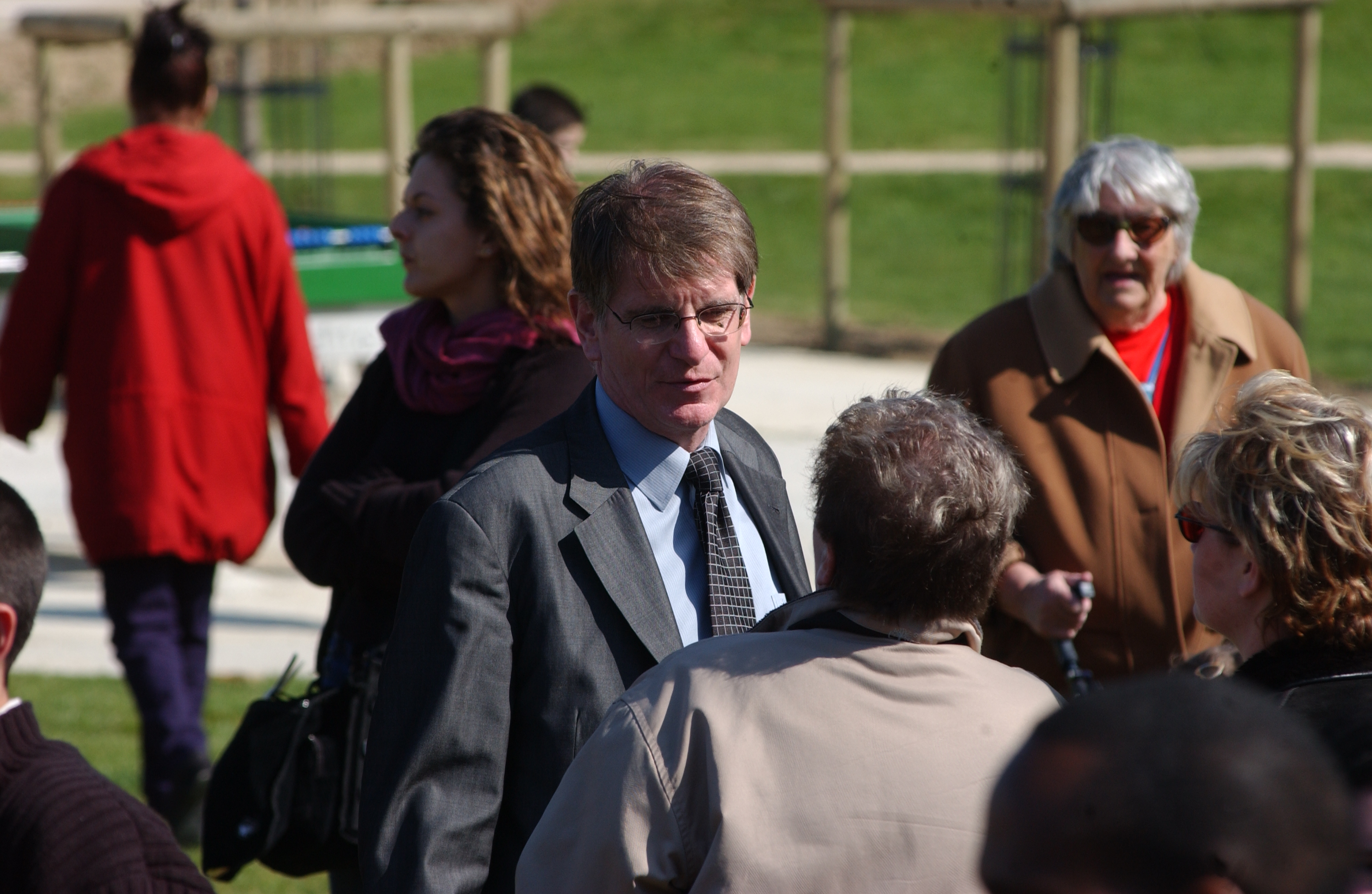
Patrick Braouezec, chef de file des refondateurs au PCF, qu'il quitte en 2011.

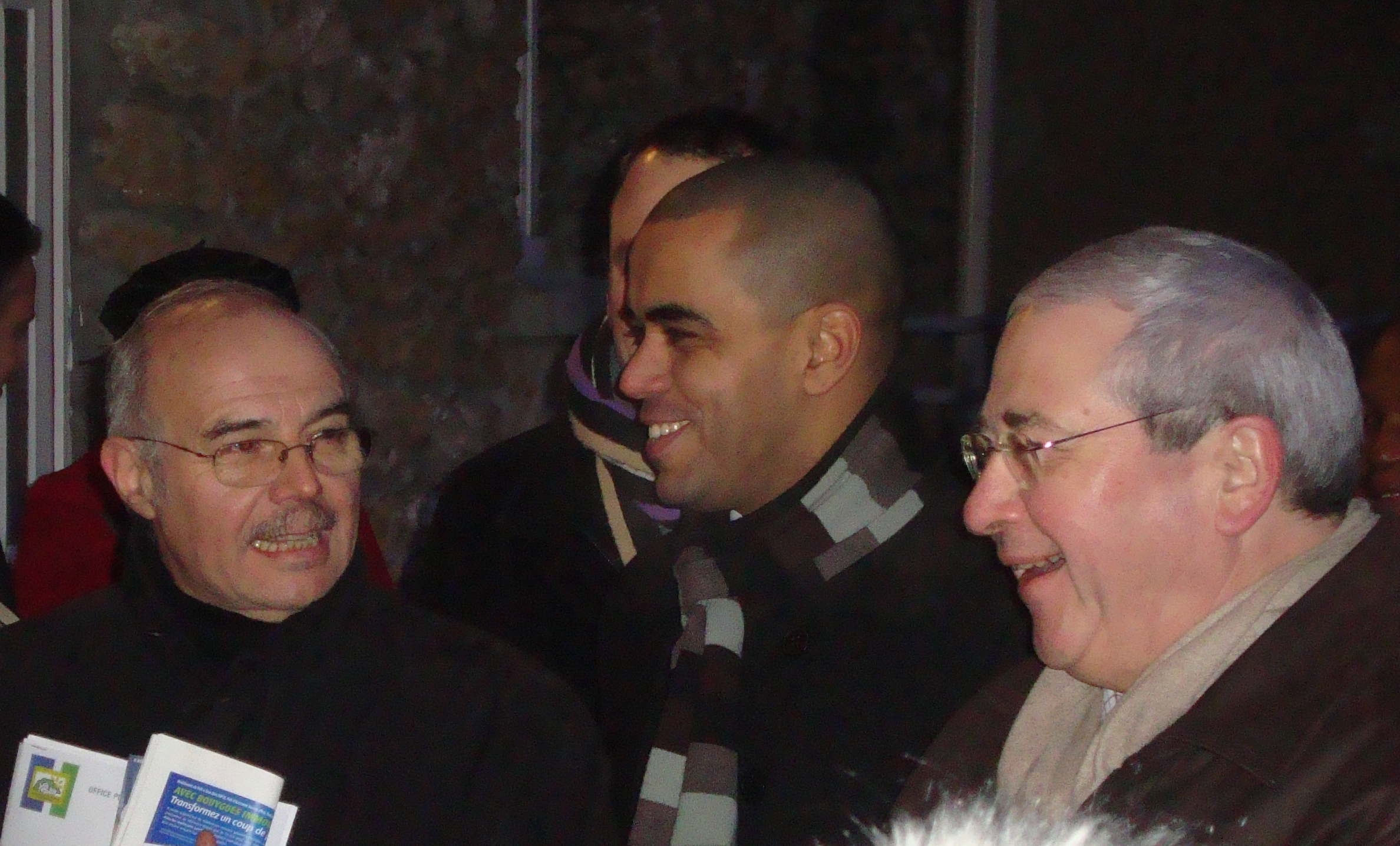
Le maire d'Aubervilliers Jacques Salvator avec Abdelhak Kachouri et Jean-Paul Huchon.

### Avant la Seine-Saint-Denis
Du début du siècle à 1968, le territoire de l'actuelle Seine-Saint-Denis a aussi été marqué par la gauche. Le 25 mai 1913, Jean Jaurès fait un célèbre discours au Pré-Saint-Gervais, sur la butte du Chapeau-Rouge devant 150 000 personnes.
Le développement de l'industrie dans la banlieue ouvrière proche de Paris fait émerger, avant le Front populaire, plusieurs figures communistes, Fernand Grenier, Jacques Doriot, Théophile Gaubert à Neuilly-sur-Marne, voire socialistes comme Alexandre Bachelet.
Cinquante-cinq municipalités communistes et une trentaine de municipalités socialistes ont été élues dans les départements de la Seine et de Seine-et-Oise, dessinant autour de Paris ce qu’on appelle désormais « la ceinture rouge », selon l'expression employée pour la première fois par Paul Vaillant-Couturier. Parmi les communes ayant élu un maire communiste avant les élections municipales de 1935 figurent Bobigny (1919), Saint-Denis (1920), Villetaneuse (1920), Pierrefitte-sur-Seine (1929) et Villepinte (1932), tandis qu'à l'occasion de celles-ci, le PCF dirige aussi Aulnay-sous-Bois, Le Blanc-Mesnil, Bondy, Drancy, Montreuil, Noisy-le-Sec, Romainville et Tremblay-lès-Gonesse. Aux élections législatives de 1936, la banlieue parisienne envoie 27 députés communistes – dont Jacques Duclos, élu à Montreuil – sur 72 à l’Assemblée nationale.
Dans les années 1930, des scissions se produisent. Jacques Doriot est exclu du PCF en 1934 et fonde en 1936 le Parti populaire français (PPF), un parti fasciste, tandis que Fernand Grenier récupère la municipalité de Saint-Denis au profit du PCF en 1937. Albert Richard, maire communiste de Pierrefitte-sur-Seine, rejoint lui aussi le PPF, de même que Jules Lauze, maire de Villetaneuse de 1919 à 1935. Sous l'Occupation, certains participèrent à la collaboration : Jacques Doriot à Saint-Denis, Pierre Laval à Aubervilliers, Jean-Marie Clamamus à Bobigny...
À la Libération, des résistants communistes prennent le pouvoir dans de nombreuses mairies : Maurice Nilès à Drancy, Jean Lolive à Pantin, Auguste Gillot à Saint-Denis... Le PCF connaît un âge d'or, terni par des exclusions sommaires comme celles de Charles Tillon, maire d'Aubervilliers. La SFIO, avec des personnalités comme Alfred-Marcel Vincent ou Maurice Coutrot, joue les seconds rôles, limitée à quelques villes qu'elle tient de longue date comme Bondy ou Le Pré-Saint-Gervais.

### La période rouge
La Seine-Saint-Denis vote très majoritairement à gauche depuis fort longtemps, avec, cependant, quelques différences de comportements électoraux entre les communes issues de l'ancien département de la Seine et celles issues de l'ancienne Seine-et-Oise. La droite dispose de quelques bastions anciens dans l'est du département comme Gagny, Le Raincy ou Villemomble incarné par le gaulliste Robert Calméjane. Le PS a longtemps dû se contenter de quelques bastions hérités de la SFIO comme Bondy, Sevran, Le Pré-Saint-Gervais, Livry-Gargan et Épinay-sur-Seine,, ville qui vit François Mitterrand prendre la tête du parti en 1971.
En 1968, année où le parti gaulliste UDR avait obtenu la majorité absolue à l'Assemblée nationale, il n'avait pu obtenir que 2 des 9 sièges de député du département, les 7 autres restant acquis au PCF,. En 1975 la sénatrice communiste Marie-Thérèse Goutmann devient la première femme à présider un groupe parlementaire en France.
Lors des élections municipales de 1977, la gauche obtint un résultat jamais atteint puisque 27 des 40 communes du département avaient élu un maire communiste et 7 autres un maire socialiste. Claude Bartolone reprend à la droite aux cantonales de 1979, le canton des Lilas avec 54 % des suffrages. Marcel Debarge au Pré-Saint-Gervais, Claude Fuzier à Bondy et Gilbert Bonnemaison à Épinay-sur-Seine sont alors les trois hommes forts du PS.
En 1979, la gauche disposait de l'ensemble des parlementaires du département, celui-ci comptant neuf députés communistes, quatre sénateurs communistes et deux sénateurs socialistes.

### L'hégémonie communiste remise en cause
Il faut attendre 1981 pour que les premiers députés socialistes soient élus sur le département, avec notamment Claude Bartolone, les postes de députés étant occupés uniquement par les communistes sous la précédente législature.
Aux élections municipales de 1983, marquées par des fraudes électorales dans trois villes dirigées par le PCF, la droite conquiert un certain nombre de municipalités comme Rosny-sous-Bois et Montfermeil et, allié au Front national lors d'une partielle, Aulnay-sous-Bois. Elle récupère aussi des municipalités que la gauche avaient conquises en 1977, comme Gagny, Noisy-le-Grand, Villemomble et Villepinte. Sa faiblesse organisationnelle (quant aux militants entre autres) permet toutefois au Front national de se positionner en force pendant une certaine période et damer le pion à la droite parlementaire lors des consultations tenues dans les années 1990. Le PCF voit émerger une nouvelle génération communiste autour notamment du nouveau maire de Saint-Denis Patrick Braouezec.
Les sénatoriales de 1986 marquent également l'arrivée de premiers sénateurs de droite du département après les pertes des municipalités de gauche en 1983.
Après la rupture de l'union de la gauche en 1983, le PS qui était jusque-là un supplétif du PCF s'affirme. Lors des cantonales de 1985, le PS gagne le canton de Villepinte face à la droite alors que le PCF perd 4 de ses 25 élus (Aulnay, Montfermeil, Pantin, Noisy-le-Grand). Lors des législatives de 1986, le PS obtient un score de 29,13 % proche de celui de 1981 (alors qu'il baisse nettement au niveau national), devançant pour la première fois le PCF, (aussi concurrencé par le FN), y compris dans plusieurs des villes qu'il dirige. Cela permet au PS d'apparaître comme le parti le mieux à même de reconquérir des villes communistes passées à droite.
Aux élections municipales de 1989, le PCF perd Dugny, tandis que la situation se complique à Clichy-sous-Bois. Dans cette commune, des élections partielles aboutissent à la victoire provisoire de la droite en 1993. Aux élections municipales de 1995, le PS a gagné quelques positions notables comme Noisy-le-Grand et Clichy-sous-Bois, tandis que Sevran est provisoirement perdu par les communistes. La direction nationale du PCF est contestée par les « refondateurs » comme Patrick Braouezec.
Aux élections municipales de 2001, le centre-droite conquiert notamment Épinay-sur-Seine et Drancy, respectivement sur le PS et le PCF, alors que le PS gagnait Pantin sur le PCF, les Verts L'Île-Saint-Denis sur le PCF.
De manière plus prononcée qu'au niveau national, le département connaît une montée de l'abstention, hormis quelques scrutins nationaux. Seul un électeur sur cinq penseant à se réinscrire après un changements d'adresse, la mauvaise inscription sur les listes électorales contribue à un faible taux participation de la population aux scrutins.
La situation au sein de la gauche évolue, avec un renforcement de l'influence du Parti socialiste, prenant notamment appui sur les divisions et divergences d'approche des élus et organisations communistes dans le département, comme sur son évolution sociologique et l'aggravation de la situation sociale de nombreuses cités. Ce processus, déjà remarqué aux cantonales 2004, se concrétise avec le gain de la présidence du conseil général par le socialiste Claude Bartolone en mars 2008.

### La Seine-Saint-Denis socialiste
Les municipales et cantonales de 2008 ont confirmé cet ancrage à gauche, principalement au profit du PS et des Verts, les premiers faisant basculer Aubervilliers et Aulnay-sous-Bois et les seconds Montreuil.
Le succès inattendu de Mathieu Hanotin aux cantonales contribue à faire émerger en Seine-Saint-Denis une génération d'anciens militants de l'UNEF soit sur des mandats électifs, comme Razzy Hammadi, soit dans les collectivités, comme Nadjet Boubekeur ou Sibeth Ndiaye, qui collaboreront notamment avec Claude Bartolone.
Sur le plan de la représentation parlementaire, le département compte en 2007 4 députés communistes, 5 députés socialistes, 1 député Nouveau Centre et 3 députés UMP. Au Sénat, on dénombre 2 sénateurs communistes, 1 sénateur socialiste, 1 sénatrice verte, 2 sénateurs UMP.
Aux élections européennes de 2009, la tendance nationale se retrouve en Seine-Saint-Denis avec l'UMP qui arrive en tête (21,66 %) devant les trois listes de gauche : Europe Écologie (17,67 %), PS (15,08 %) et Front de gauche (11,43 %).
Aux régionales 2010, le département a confirmé son ancrage à gauche avec 66,5 % des voix à Jean-Paul Huchon contre 33,5 % à Valérie Pécresse. Au premier tour, la liste rajeunie du PS menée par Abdelhak Kachouri obtient 27,9 %, distançant la liste UMP (19,1 %) et la liste écologiste conduite par l'ancien refondateur du PCF Stéphane Gatignon (14,6 %). La liste Front de gauche (11,2 % contre 14,3 % en 2004) est comme en 2004 conduite par Marie-George Buffet, confirmant son déclin. La mise à l'écart du député Patrick Braouezec provoque une crise au PCF, confronté au départ annoncé de celui-ci et de François Asensi. À droite, Patrice Toulmet devait défendre les couleurs de l'UMP mais il a été rétrogradé en pleine campagne en troisième position au profit du syndicaliste policier Bruno Beschizza, entraînant un ravivement de querelles intestines.
Lors des cantonales 2011, le PCF ne parvient pas à reconquérir la présidence du Conseil général, son objectif affiché. Il maintient cependant son nombre d'élus en reprenant deux cantons dans des villes perdues aux municipales 2008 à Aubervilliers et Montreuil. La droite reste minoritaire, mais conquiert le canton d'Epinay, consolidant son implantation dans cette ville. Aux élections sénatoriales, si la droite maintient ses deux élus UMP, le rapport de force change à gauche avec la perte d'un sénateur sur deux par les communistes au profit du PS qui en compte deux en alliance avec 1 sénatrice verte.
Les législatives 2012 sont une « vague rose » qui voit la représentation socialiste passer de 5 à 9 députés, alors que le Front de gauche ne sauve que 2 de ses 4 sortants. À droite, l'UMP perd ses 3 sièges, seul l'élu de centre-droit Jean-Christophe Lagarde sauvant son siège.
Après l'élection de Bruno Le Roux à la présidence du groupe socialiste de l'Assemblée nationale, Claude Bartolone est élu président de l'Assemblée nationale, Élisabeth Guigou y préside la commission des affaires étrangères, tandis que le député européen Harlem Désir, qui avait été conseiller municipal d'Aulnay-sous-Bois de 2001 à 2008, devient premier secrétaire du PS. Le département, qui avait donné  à François Hollande au second tour son meilleur score national (du moins en France métropolitaine), avec 65,32 % des suffrages exprimés (devant la Corrèze, 64,86 %), est alors au cœur du dispositif présidentiel.

### Depuis 2012
Après la présidentielle, la droite départementale se recompose à la faveur de ralliements au centre après le lancement par Jean-Christophe Lagarde du parti Force européenne démocrate, enregistrant notamment le rapprochement de deux conseillers généraux et d'un conseiller régional UMP, dans une fédération où l'homme fort de la droite Éric Raoult est contesté par le sénateur Philippe Dallier.
En septembre 2012, Claude Bartolone devenu président de l'Assemblée nationale, Stéphane Troussel lui succède à la tête du Conseil général.
Le Parti communiste et ses élus apparentés détiennent la gestion de 11 villes avant les élections municipales de 2014, scrutin qui verra notamment l'affrontement du PCF sortant Didier Paillard avec le PS Mathieu Hanotin à Saint-Denis et, alors qu'à Montreuil Dominique Voynet a renoncé à se représenter.

### Scrutins de 2014-2015

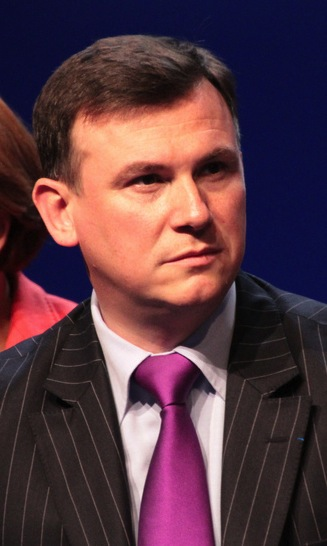
Bruno Beschizza refait passer à droite la commune d'Aulnay-sous-Bois.

Malgré la reconquête de Montreuil et d'Aubervilliers, l'emprise communiste a encore diminué, principalement au profit de la droite, qui y détient pour la première fois une majorité de 21 communes sur 40 dont Aulnay-sous-Bois (ex-PS), Le Blanc-Mesnil (ex-PC), Bobigny (ex-PC), Livry-Gargan (ex-app.PS), Saint-Ouen (ex-app.PC), Villepinte (ex-app.PC).
Avec le soutien de Claude Bartolone, le PS soutenait une nouvelle génération de candidats incarnée notamment par les jeunes députés Razzy Hammadi et Mathieu Hanotin. Les candidats socialistes faisant face aux sortants communistes à Saint-Denis, Villetaneuse et Saint-Ouen ont échoué, soit largement soit de très peu (181 voix pour Mathieu Hanotin à Saint-Denis), sauf à Bagnolet qui devient rose. Pour Philippe Dallier, réélu avec 82 % des voix au premier tour aux Pavillons-sous-Bois, « À Bobigny, c’est la faillite d’un système communiste à bout de souffle, encroûté dans de vieilles méthodes clientélistes. Il faut noter que, si les populations issues de l’immigration ont pu voter à gauche lors de la présidentielle, une partie d’entre elles nous a rejoints aux municipales en raison de mécontentements locaux,. »
Lors des élections européennes, le Front national arrive en tête avec plus de 20 % des voix, distançant l’UMP (14,8 %), le PS (13,7 %), le Front de gauche (12 %) et EELV (10 %). Le phénomène est net dans les villes dirigées par un maire de gauche. Le FN devance les autres partis dans de nombreuses villes de gauche comme Bondy, Clichy-sous-Bois, La Courneuve (PCF), Noisy-le-Grand, Pierrefitte, Romainville, Sevran (EELV), Stains (PCF) et Tremblay-en-France (Front de gauche), mais aussi dans des communes dirigées par la droite telles que Dugny ou Rosny-sous-Bois. Les villes de droite donnent ses plus gros scores au parti d'extrême-droite : Coubron (plus de 32 % des votes), Montfermeil, Vaujours, Villepinte... Selon le chercheur Florent Gougou, « les résultats du département dépendent complètement de la mobilisation. La participation baisse de 48 points par rapport à la présidentielle de 2012. Et même de 7 points par rapport aux européennes de 2009. (...) L’électorat de gauche ne s’est pas mobilisé. (...) Le FN en profite pour tirer au mieux son épingle du jeu».
Lors de élections départementales de 2015, la gauche garde la majorité en remportant 12 cantons (7 pour l'alliance PS-EELV-PRG-MGC et 5 pour le Front de gauche) contre 9 pour la droite, le FN étant battu dans le seul canton où il avait pu se qualifier au second tour. En septembre 2015, Brigitte Marsigny (LR) gagne l'élection municipale partielle de Noisy-le-Grand à la suite de l'invalidation du scrutin de 2014 alors remporté par le PS Michel Pajon, le succès de la droite, avec 33 voix de plus que la liste socialiste, étant facilité par le maintien d'une liste Front de gauche au second tour.
Lors de l'élection régionale de 2015 en Île-de-France, la liste menée par Claude Bartolone (PS et alliés) arrive en tête du premier tour avec 29,6 % des voix, une performance supérieure à celle de Jean-Paul Huchon en 2010 (27,9 %). Il vire en tête dans 22 villes sur 40 avec un score record de 46,8 % au Pré-Saint-Gervais. En cumulant les résultats du Front de gauche, d’EELV et du PS, la gauche obtient 48,3 % des voix. Menée localement par Bruno Beschizza, la liste de droite LR-UDI n'obtient que 21,4 % des voix, à peine plus qu’en 2010, et arrive en tête dans 12 communes du département. La plus forte progression en revient à la liste FN menée localement par Jordan Bardella avec 20 % des voix soit 7,8 points de plus qu’en 2010, ce qui lui permet d'arriver première force à Vaujours, Coubron, Montfermeil, Tremblay-en-France et Livry-Gargan et seconde à Bondy, Clichy-sous-Bois, La Courneuve et Sevran. L'abstention s'élève à 63,1 %. Si la liste d'union de la gauche est défaite au second tour, elle est néanmoins en tête dans 30 villes sur 40 du département avec 52,4 % des voix contre 32,9 % à la liste de droite, alors que le FN recule de 20 à 14,7 % dans un contexte où la participation progresse de 9 points.

### Élections de 2017
Lors de la Primaire citoyenne de 2017, Benoît Hamon arrive en tête du premier tour avec 42,52 % des voix, bien que Manuel Valls (26,01 %) soit soutenu par la majorité des parlementaires du département, dont Claude Bartolone. Parmi les élus PS, seuls quatre députés – Claude Bartolone, Michel Pajon, Élisabeth Pochon et Pascal Popelin – ne lui apportent pas leur parrainage. Emmanuel Macron obtient trois parrainages (ceux de Stéphane Gatignon, Jacques Mahéas et la sénatrice écologiste Aline Archimbaud). Les élus communistes, sauf la maire de Villetaneuse, apportent leur soutien à Jean-Luc Mélenchon. François Fillon a le soutien de la plupart des maires de droite et de trois maires du centre, sauf Laurent Rivoire, Xavier Lemoine, Stéphane de Paoli, William Delannoy et Pierre-Yves Martin.
L'élection présidentielle de 2017 est marquée par l'effondrement du vote socialiste dans le département, Benoît Hamon n'obtenant que 8,41% au premier-tour en Seine-Saint-Denis contre 38,68% pour François Hollande en 2012. Le bouleversement du paysage politique national profite principalement à la gauche radicale, Jean-Luc Mélenchon arrivant largement en tête (34,02%) dans le département où il réalise son meilleur score national. Emmanuel Macron vient en deuxième position. Son score de 24,02%, équivalent à la moyenne nationale est une performance inédite pour un mouvement centriste dans une élection nationale en Seine-Saint-Denis. L'extrême droite stagne quant à elle dans le département, le score de Marine Le Pen (13,59%) étant proche de celui de 2012 et en recul au regard des élections intermédiaires.
Aux législatives, la gauche conserve 7 de ses 12 sièges, mais le PS perd l'intégralité de ses circonscriptions, y compris celles détenues précédemment par Claude Bartolone et Bruno Le Roux, qui élisent des candidats de la France insoumise. Sur les sept, 4 sont proches de FI (dont des poids lourds du mouvement Éric Coquerel, Bastien Lachaud et Alexis Corbière), deux membres du PCF (dont Marie-George Buffet réélue) et une d'Ensemble ! Arrivé en tête dans la plupart des circonscriptions au premier tour, LREM n'obtient finalement que trois sièges à l'Est du département. À droite, l'UDI Jean-Christophe Lagarde est facilement réélu alors qu'Alain Ramadier (LR) crée la surprise au second tour,.
En raison de son succès aux élections municipales, la droite gagne un siège aux élections sénatoriales de 2017, celui obtenu par l'adjointe (LR) au maire d'Aulnay-sous-Bois, Annie Delmont-Koropoulis, ce qui conduit à une parité entre les sénateurs, trois étant de gauche et trois de droite. Il y a aussi une recomposition à gauche puisque l'alliance PS-EELV perd deux sièges, dont l'un est conquis par les communistes, Fabien Gay rejoignant Éliane Assassi au Sénat. Les difficultés de renouvellement du PS et les tensions nées après la désignation du candidat à la présidentielle ont suscité une liste dissidente PS,. Proche d'Emmanuel Macron, Patrick Toulmet ne parvient pas à être élu, pas plus qu'Anina Ciuciu, élève avocate rom soutenue par la sénatrice écologiste sortante Aline Archimbaud.

### Entre fragmentation locale et réaffirmation électorale de la gauche
Les élections européennes de 2019 en Seine-Saint-Denis se déroulent dans le cadre d'une abstention très élevée (plus de 60%). La liste Renaissance soutenue par la majorité présidentielle vire en tête mais son score (17,74%) est en net repli au regard de la performance d'Emmanuel Macron en 2017. Elle réalise ses meilleurs scores dans les communes les plus aisées du département situées dans l'EPT Grand Paris - Grand Est : Noisy-le-Grand, Neuilly-Plaisance, Le Raincy, Villemomble. Le Rassemblement national arrive en deuxième position, en progression par rapport aux présidentielles de 2017 mais en recul au regard des précédentes élections européennes. Il obtient ses meilleurs scores au nord-est du département, remportant l'intégralité des communes de l'EPT Paris Terres d'Envol, notamment Aulnay-sous-Bois, Le Blanc-Mesnil ou Sevran. Avec des scores parfois pourtant faibles, l'extrême droite vire également en tête dans les communes les plus populaires du département : Clichy-sous-Bois, Aubervilliers, Stains, Bobigny. Bien que distancées par Renaissance et le Rassemblement national, les listes de gauche réalisent dans leur ensemble de bons résultats, tous supérieurs à la moyenne nationale. En fort repli par rapport à la présidentielle, La France insoumise qui se contente de la quatrième position et ne l'emporte que dans deux communes. La liste d'Europe Écologie Les Verts la devance, arrivant troisième avec 14,72%. Elle vire notamment en tête dans plusieurs communes proche de Paris comme Montreuil, Saint-Ouen-sur-Seine, Pantin, Les Lilas ou Bagnolet. Ce phénomène est analysé par certains observateurs comme témoignant d'une gentrification de ces communes.

#### Des partis traditionnels confortés lors des scrutins locaux de 2020-2021
Les élections municipales de 2020 dans la Seine-Saint-Denis sont marquées par une très forte abstention, comprise entre 65% et 70% dans les plus grandes villes du département. Elles sont le théâtre un recul contrasté pour le Parti communiste français. Celui-ci est notamment défait dans les premières et troisièmes communes du département : Saint-Denis au profit du Parti socialiste et Aubervilliers au profit de l'Union des démocrates et indépendants. Ces échecs dans le secteur de Plaine commune s'accompagnent cependant de la reconquête de Bobigny et Noisy-le-Sec dans l'EPT d'Est Ensemble face à l'UDI. Le Parti socialiste sort quant à lui renforcé du scrutin, faisant basculer Saint-Denis et Saint-Ouen-sur-Seine, malgré une défaite à Bondy face à LR. Une "nouvelle vague rose" va jusqu'à être évoquée par certains observateurs. À droite, les résultats sont contrastés selon les enjeux locaux et les partis. L'Union des démocrates et indépendants, très implantée en Seine-Saint-Denis connaît un scrutin difficile avec trois défaites (Noisy-le-Sec, Bobigny, Saint-Ouen-sur-Seine) mais une victoire (Aubervilliers). Les Républicains gagnent la ville de Bondy mais perdent les communes de Villemomble et Dugny au profit de candidats divers-droite. Les partis ayant remporté le plus grand succès aux élections présidentielles dans le département subissent des résultats décevants. LREM avait annoncé des candidats dans plusieurs villes mais aussi son soutien au maire sortant PS Olivier Klein à Clichy-sous-Bois, ainsi qu'une liste contre la maire PS sortante de Bondy, Sylvine Thomassin, soutenue par son ancien prédécesseur Gilbert Roger. Le parti présidentiel remporte des performances électorales faibles lorsqu'il s'était présenté seul comme à Saint-Denis (9,79%), Aulnay-sous-Bois (14,87%) ou Saint-Ouen-sur-Seine (5,92%). Le scrutin est, dans une moindre mesure, décevant pour La France insoumise qui remporte des victoires en coalition avec d'autres forces de gauche mais échoue lorsqu'elle présente ses propres candidats comme à Saint-Denis (18,04%) Pantin (18,81%), Bondy (7,98%), Bobigny (6,41%).
Ainsi, pour certains observateurs, le scrutin signe un décalage croissant entre les succès de forces comme La France insoumise et La République en marche lors des scrutins nationaux et leur absence d'implantation dans un paysage politique local dominé par des forces politiques plus traditionnelles : la droite, le Parti socialiste, le Parti communiste français.
Lors des élections départementales de 2021, la majorité de gauche du président Stéphane Troussel est renforcée avec les gains des cantons de Saint-Ouen-sur-Seine et Sevran, compensant une défaite au profit de la droite à Aubervilliers.

#### Confirmation de l'ancrage électoral à gauche à 2022
En rupture avec les résultats contrastés des scrutins intermédiaires, la séquence politique 2022 est marquée par la retour d'un ancrage à gauche particulièrement fort du département dans un contexte d'abstention élevée. Aux présidentielles de 2022, Jean-Luc Mélenchon arrive très largement en tête avec 49,09% des suffrages exprimés, distançant largement Emmanuel Macron et Marine Le Pen, tous deux en recul par rapport à 2017. La hausse du vote Mélenchon est massive et généralisée. Jean-Luc Mélenchon arrive en tête dans la quasi intégralité des villes du département, à l'exception de quelques communes plus aisées de l'EPT Grand Paris - Grand Est (Le Raincy, Neuilly-Plaisance, Coubron, Gournay-sur-Marne) ou Emmanuel Macron vire en tête. Les meilleurs résultats de La France insoumise sont observés dans les communes les plus populaires du département : plus de 60% des voix à Saint-Denis,Villetaneuse, La Courneuve, Bobigny, Stains.Jean-Luc Mélenchon vire également large en tête dans des communes gouvernées par le droite comme Aubervilliers, Aulnay-sous-Bois, Le Blanc-Mesnil ou Bondy où le candidat insoumis réalise à chaque fois plus de 50% des suffrages exprimés. Ces résultats, à rebours de la séquence électorale des municipales marquent ainsi une déconnexion croissante entre enjeux politiques locaux et choix électoraux au niveau national.

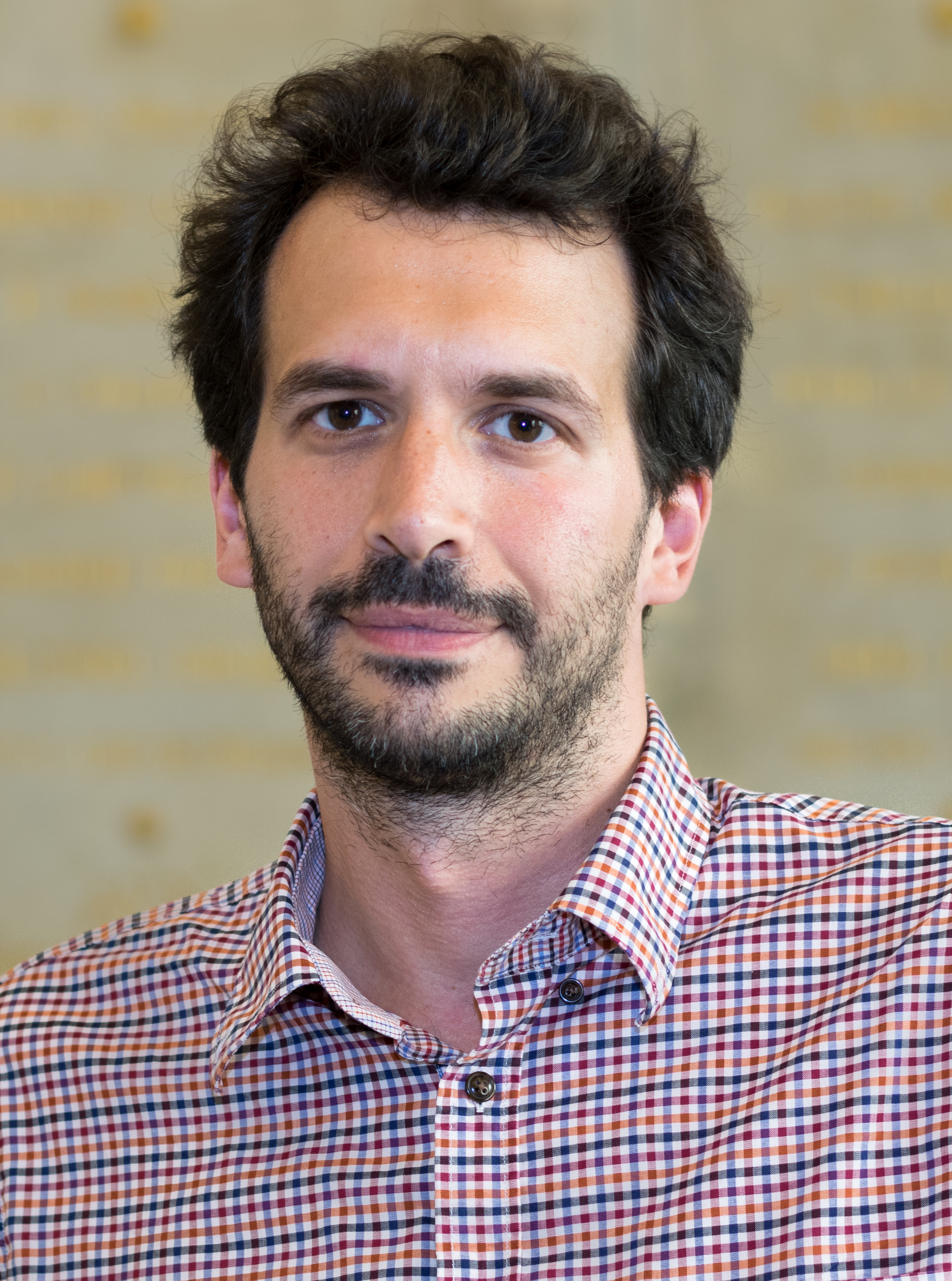
Bastien Lachaud fait partie des nombreux candidats LFI investis et élus en 2022.

Aux élections législatives, l'alliance de gauche NUPES remporte tous les circonscriptions du département : sept reviennent à la La France insoumise (qui en gagne trois), deux sont conservées par le Parti communiste français alors que le Parti socialiste et le Parti ouvrier indépendant en gagnent chacuns une. Le scrutin est le théâtre de défaites symboliques comme celle de Jean-Christophe Lagarde, député depuis 2002, dans la cinquième circonscription face à l'insoumise Raquel Garrido ou la victoire de la socialiste Fatiha Keloua-Hachi dans la huitième circonscription  composée de fiefs de droite (Villemomble, Gagny, Rosny-sous-Bois). Cette hégemonie de la gauche pour la représentation du département à l'assemblée nationale est inédite depuis le "grand chelem" communiste de 1978. Le scrutin est cependant marqué par une abstention supérieure à 61% aux deux tours, largement supérieure à la moyenne nationale. Par ailleurs, il donne à observer les divisions au sein de la gauche du département, opposant parfois appareils politique et militants de terrain. Ainsi, dans les quatrièmes et cinquième circonscription, les résultats du premier tour conduisent à des second tour internes à la gauche (se soldant par le retraits des candidats les moins bien placés).
Lors des élections sénatoriales de 2023, la liste socialiste arrive en tête et obtient deux sièges, LR perdant un siège et l'UDI conservant le sien. Le PCF perd également un siège, alors que le PRG obtient de manière inattendue un siège.
Lors des élections législatives anticipées de 2024, la gauche conserve les 12 circonscriptions. Le Rassemblement national parvient à se qualifier au second tour dans trois circonscriptions (3e, 8e et 12e). Bien que sortants, Alexis Corbière et Raquel Garrido ne sont pas réinvestis par LFI. le premier l'emporte face à la candidate désignée, mais Raquel Garrido n'est qu'en troisième position du premier tour et se désiste en faveur du candidat officiel Aly Diouara, seul nouveau entrant des élus de 2022. Cela conduit Alexis Corbière et Clémentine Autain à annoncer quitter LFI et son groupe parlementaire, tout comme d'autres députés telle Danielle Simonnet. LE fait que LFI a présenté en rétorsion un candidat dissident face à la sortante communiste Soumya Bourouaha dans la 4e circonscription exacerbe les tensions entre LFI et les autres partis de gauche.

## Représentation politique et administrative

### Préfets et arrondissements

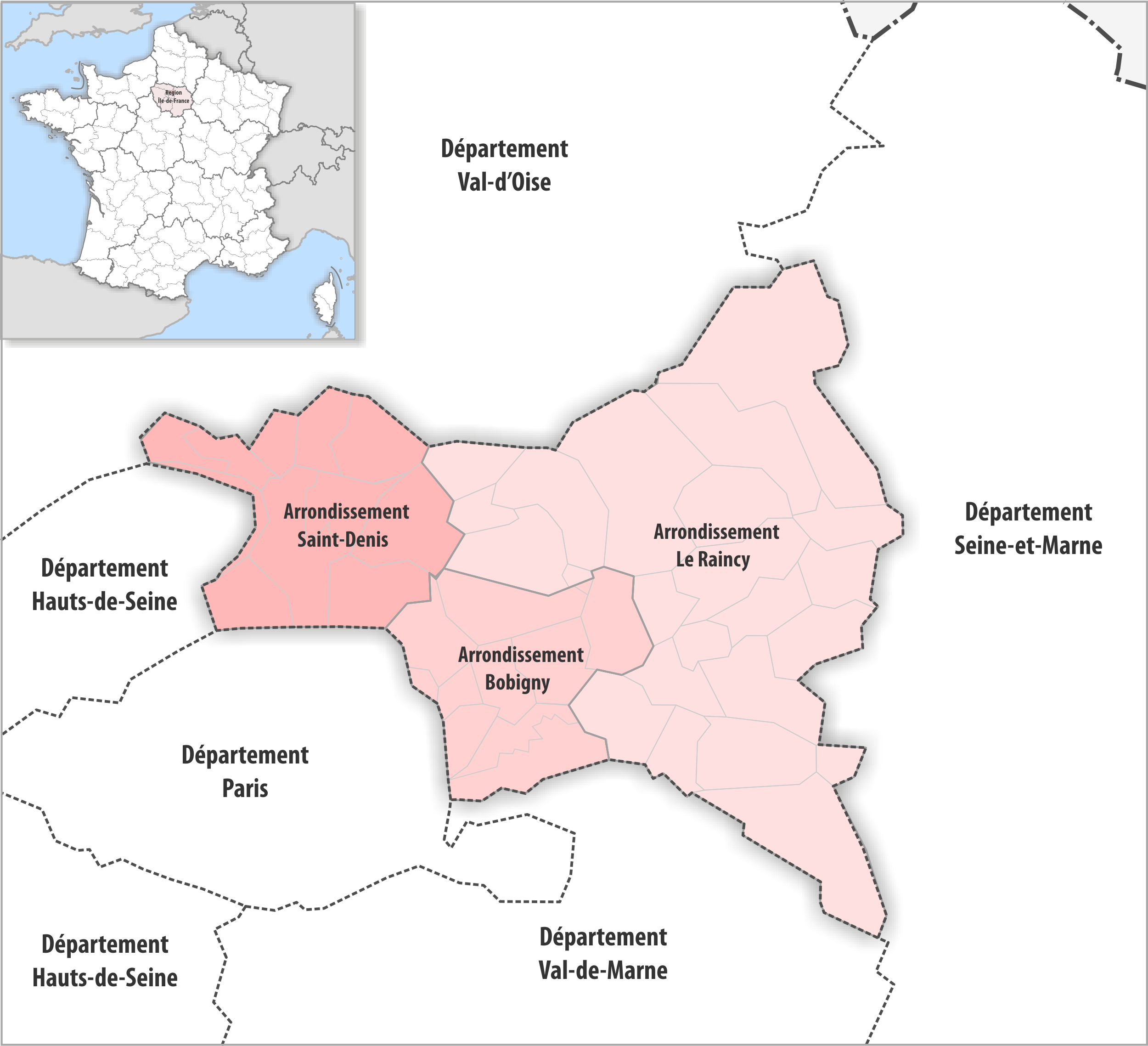
Carte des arrondissements de la Seine-Saint-Denis en 2019.

Le département de la Seine-Saint-Denis est découpé en trois arrondissements regroupant les cantons suivants :
- Arrondissement de Bobigny : 
Bagnolet, Bobigny, Bondy, Montreuil-1, Montreuil-2, Pantin.
- Arrondissement du Raincy : 
Aulnay-sous-Bois, Le Blanc-Mesnil, La Courneuve (2 communes), Drancy, Gagny, Livry-Gargan, Montreuil-1 (1 commune), Noisy-le-Grand, Sevran, Tremblay-en-France, Villemomble.
- Arrondissement de Saint-Denis : 
Aubervilliers, La Courneuve (1 commune), Épinay-sur-Seine, Saint-Denis-1, Saint-Denis-2, Saint-Ouen-sur-Seine.

Depuis le redécoupage cantonal de 2014, un canton peut contenir des communes provenant de plusieurs arrondissements. Cela concerne les deux cantons séquano-dionysiens suivants : La Courneuve et Montreuil-1.
| Préfet                                                | Jacques Witkowski | Seine-Saint-Denis   | Préfet de l'Hérault                                                                                       |
| Préfète déléguée à l’égalité des chances              | Isabelle Pantèbre | Seine-Saint-Denis   | Secrétaire générale pour les affaires régionales auprès du préfet de la région Provence-Alpes-Côte d'Azur |
| Sous-préfets                                          | Emmanuel Yborra * | Arr. de Bobigny     | Chef du cabinet civil de la ministre des Armées                                                           |
| Sous-préfets                                          | Magali Daverton   | Arr. du Raincy      | Secrétaire générale de la préfecture du Maine-et-Loire                                                    |
| Sous-préfets                                          | Vincent Lagoguey  | Arr. de Saint-Denis | Sous-préfet de Saint-Malo                                                                                 |
| * Il est par ailleurs directeur de cabinet du préfet. |                   |                     | |

### Députés européens
Jordan Bardella, conseiller régional d'Île-de-France, et Pascal Canfin, sont réélus eurodéputés lors des élections européennes de 2024. Toutefois au printemps 2024, Jordan Bardella (qui ne résidait plus à Saint-Denis) s'inscrit sur les listes électorales de sa commune de résidence de Garches (Hauts-de-Seine).
| Nom | Nom             | Parti | Liste                                                     | Groupe                      |
| --- | --------------- | ----- | --------------------------------------------------------- | --------------------------- |
|     | Jordan Bardella | RN    | La France revient ! Avec Jordan Bardella et Marine Le Pen | Identité et démocratie (ID) |
|     | Pascal Canfin   | RE    | Besoin d'Europe                                           | Renew Europe                |

### Députés et circonscriptions législatives
Depuis le nouveau découpage électoral, le département comprend douze circonscriptions regroupant les cantons suivants :
- 1re circonscription : Épinay-sur-Seine - Saint-Denis-Sud - Saint-Ouen
- 2e circonscription : Pierrefitte-sur-Seine - Saint-Denis-Nord-Est -  Saint-Denis-Nord-Ouest
- 3e circonscription : Neuilly-Plaisance - Neuilly-sur-Marne - Noisy-le-Grand
- 4e circonscription : Blanc-Mesnil - La Courneuve - Stains - Le Bourget (commune de Dugny)
- 5e circonscription : Bobigny - Le Bourget (commune du Bourget) - Drancy
- 6e circonscription : Aubervilliers-Est - Aubervilliers-Ouest - Pantin-Est - Pantin-Ouest
- 7e circonscription : Bagnolet - Montreuil-Est - Montreuil-Nord - Montreuil-Ouest
- 8e circonscription : Gagny - Rosny-sous-Bois - Villemomble
- 9e circonscription : Bondy-Nord-Ouest - Les Lilas - Noisy-le-Sec  - Romainville
- 10e circonscription : Aulnay-sous-Bois-Nord - Aulnay-sous-Bois-Sud - Bondy-Sud-Est - Les Pavillons-sous-Bois
- 11e circonscription : Sevran - Tremblay-en-France - Villepinte
- 12e circonscription : Livry-Gargan - Montfermeil - Le Raincy

Députés de la Seine-Saint-Denis en 2024.

| Circ. | Nom                 |  | Parti    | Groupe                           | Suppléant           |
| ----- | ------------------- |  | -------- | -------------------------------- | ------------------- |
| 1re   | Éric Coquerel       |  | LFI      | La France insoumise              | Manon Monmirel      |
| 2e    | Stéphane Peu        |  | PCF      | Gauche démocrate et républicaine | Farid Aïd           |
| 3e    | Thomas Portes       |  | LFI      | La France insoumise              | Aziza Nouioua       |
| 4e    | Soumya Bourouaha    |  | PCF      | Gauche démocrate et républicaine | Marie-George Buffet |
| 5e    | Aly Diouara         |  | LFI      | La France insoumise              | Houria Guendouzi    |
| 6e    | Bastien Lachaud     |  | LFI      | La France insoumise              | Aline Lo Tutala     |
| 7e    | Alexis Corbière     |  | L'AP     | Écologiste et social             | Haby Ka             |
| 8e    | Fatiha Keloua-Hachi |  | PS       | Socialistes et apparentés        | Magalie Thibault    |
| 9e    | Aurélie Trouvé      |  | LFI      | La France insoumise              | Mehmet Ozguner      |
| 10e   | Nadège Abomangoli   |  | LFI      | La France insoumise              | Mehdi Chtioui       |
| 11e   | Clémentine Autain   |  | L'AP-GES | Écologiste et social             | Brigitte Bernex     |
| 12e   | Jérôme Legavre      |  | POI      | La France insoumise              | Nezha Barhandi      |

### Sénateurs

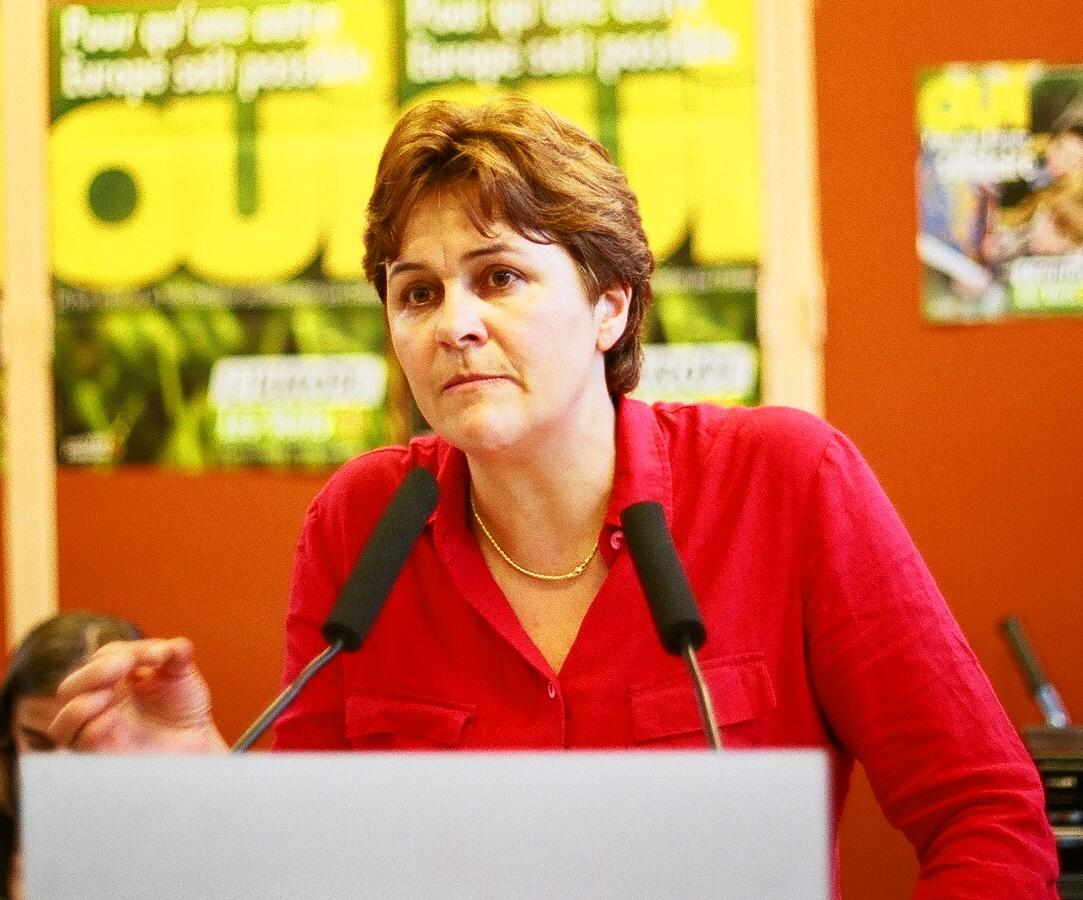
Dominique Voynet sénatrice de 2004 à 2011 et maire de 2008 à 2014.

Lors des élections sénatoriales de 2023, six sénateurs ont été élus dans le département :
|  | Identité              | Étiquette | Groupe | Autres mandats (passés ou actuels)                                                                    |
|  | --------------------- | --------- | ------ | --- |
|  | Vincent Capo-Canellas | UDI       | UC     | Maire du Bourget (2001 → 2017) Conseiller général du Bourget (2003 → 2011)                            |
|  | Fabien Gay            | PCF       | CRCE   | Conseiller municipal du Blanc-Mesnil (2014 → )                                                        |
|  | Ahmed Laouedj         | PRG       | RDSE   | Adjoint au maire d'Aulnay-sous-Bois (2008 → 2014) Conseiller municipal (2001 → 2020)                  |
|  | Thierry Meignen       | LR (app.) | REP    | Maire du Blanc-Mesnil (2014 → 2021) Conseiller régional (2015 → 2021)                                 |
|  | Corinne Narassiguin   | PS        | SER    | Députée des Français de l'étranger (1re) (2012 → 2013)                                                |
|  | Adel Ziane            | PS        | SER    | Adjoint au maire de Saint-Ouen-sur-Seine (2020 → 2023) Vice-président de Plaine commune (2020 → 2023) |

### Conseillers régionaux
Le conseil régional d'Île-de-France compte 209 membres élus pour six ans dont 16 représentant la Seine-Saint-Denis (soit un de moins qu'en 2015). Dans le détail, la liste d'union de la droite a obtenu 8 sièges, l'union de la gauche, 6, l'union du centre, 1 et le Rassemblement national, 1.
| Bruno Beschizza                                |  | LR      | 01 | Union de la droite     | Île-de-France rassemblée                   |
| Farida Adlani *                                |  | MoDem   | 02 | Union de la droite     | Île-de-France rassemblée                   |
| Ludovic Toro **                                |  | UDI     | 03 | Union de la droite     | Union des démocrates et indépendants       |
| Christine Cerrigone                            |  | LR      | 04 | Union de la droite     | Île-de-France rassemblée                   |
| Geoffrey Carvalhinho Isento                    |  | LR-SL   | 05 | Union de la droite     | Île-de-France rassemblée                   |
| Murielle Martin-Cham                           |  | UDI     | 06 | Union de la droite     | Union des démocrates et indépendants       |
| Stéphen Hervé                                  |  | LR      | 07 | Union de la droite     | Île-de-France rassemblée                   |
| Murielle Bourreau **                           |  | DVD     | 08 | Union de la droite     | Île-de-France rassemblée                   |
| Clémentine Autain                              |  | LFI-E!  | 01 | Union de la gauche     | La France insoumise et apparentés          |
| Adrien Delacroix                               |  | PS      | 02 | Union de la gauche     | Socialiste, écologiste et radical          |
| Sorayah Mechtouh                               |  | G·s     | 03 | Union de la gauche     | Pôle écologiste                            |
| Didier Mignot                                  |  | PCF     | 04 | Union de la gauche     | Gauche communiste, écologiste et citoyenne |
| Aïssata Seck                                   |  | G·s     | 05 | Union de la gauche     | Socialiste, écologiste et radical          |
| Kader Chibane                                  |  | LÉ      | 06 | Union de la gauche     | Pôle écologiste                            |
| Muriel Casalaspro                              |  | LÉ      | 07 | Union de la gauche     | Pôle écologiste                            |
| Prisca Thevenot                                |  | LREM/RE | 01 | Union du centre        | Majorité présidentielle                    |
| Jordan Bardella                                |  | RN      | 01 | Rassemblement national | Rassemblement national Île-de-France       |
| * Vice-président(e) / ** Délégué(e) spécial(e) |  |         |    |                        |                                            |

### Conseillers départementaux
Depuis le redécoupage cantonal de 2014, le nombre de cantons est passé de 40 à 21 avec un binôme paritaire élu dans chacun d'entre eux, soit 42 conseillers départementaux. À l'issue des élections départementales de 2015, la majorité sortante de gauche est reconduite (mais en retrait par rapport à 2011) et Stéphane Troussel (Parti socialiste) est réélu à la présidence du conseil départemental par 23 voix pour, 16 votes blancs et deux bulletins nuls.
Le 1er juillet 2021, à la suite des élections départementales, Stéphane Troussel est reconduit pour un troisième mandat avec 26 voix sur 42, l'opposition de droite ne présentant pas de candidat.
| Canton               | Conseillers          | Partis | Partis | Groupes                              |
| -------------------- | -------------------- | ------ | ------ | ------------------------------------ |
| Aubervilliers        | Karine Franclet      |        | UDI    | UDI et indépendants                  |
| Aubervilliers        | Samuel Martin        |        | LR     | UDI et indépendants                  |
| Aulnay-sous-Bois     | Frank Cannarozzo     |        | LR     | Les Républicains et divers droite    |
| Aulnay-sous-Bois     | Séverine Maroun      |        | LR     | Les Républicains et divers droite    |
| Bagnolet             | Élodie Girardet      |        | DVG    | Pôle écologiste de Seine-Saint-Denis |
| Bagnolet             | Daniel Guiraud       |        | PS     | Gauche solidaire et écologiste       |
| Le Blanc-Mesnil      | Vijay Monany         |        | REC    | Non-inscrit                          |
| Le Blanc-Mesnil      | Angela Segura        |        | LR     | Les Républicains et divers droite    |
| Bobigny              | Pascale Labbé        |        | PCF    | Communiste, insoumis et citoyen      |
| Bobigny              | Abdel Sadi           |        | PCF    | Communiste, insoumis et citoyen      |
| Bondy                | Philippe Dallier     |        | LR     | Les Républicains et divers droite    |
| Bondy                | Oldhynn Pierre       |        | LR     | Les Républicains et divers droite    |
| La Courneuve         | Zainaba Saïd-Anzum   |        | PS     | Gauche solidaire et écologiste       |
| La Courneuve         | Stéphane Troussel    |        | PS     | Gauche solidaire et écologiste       |
| Drancy               | Hamid Chabani        |        | UDI    | UDI et indépendants                  |
| Drancy               | Aude Lagarde         |        | UDI    | UDI et indépendants                  |
| Épinay-sur-Seine     | Michel Fourcade      |        | PS     | Gauche solidaire et écologiste       |
| Épinay-sur-Seine     | Florence Laroche     |        | DVG    | Gauche solidaire et écologiste       |
| Gagny                | Rolin Cranoly        |        | DVD    | Les Républicains et divers droite    |
| Gagny                | Marie-Blanche Pietri |        | LR     | Non-inscrit                          |
| Livry-Gargan         | Pierre-Yves Martin   |        | HOR    | Les Républicains et divers droite    |
| Livry-Gargan         | Sylvie Paul-Bernard  |        | LR     | Les Républicains et divers droite    |
| Montreuil-1          | Frédéric Molossi     |        | PS     | Gauche solidaire et écologiste       |
| Montreuil-1          | Magalie Thibault     |        | PS     | Gauche solidaire et écologiste       |
| Montreuil-2          | Belaïde Bedreddine   |        | PCF    | Communiste, insoumis et citoyen      |
| Montreuil-2          | Tessa Chaumillon     |        | LÉ     | Pôle écologiste de Seine-Saint-Denis |
| Noisy-le-Grand       | Emmanuel Constant    |        | PS     | Gauche solidaire et écologiste       |
| Noisy-le-Grand       | Frédérique Denis     |        | LÉ     | Pôle écologiste de Seine-Saint-Denis |
| Pantin               | Mathieu Monot        |        | PS     | Gauche solidaire et écologiste       |
| Pantin               | Nadia Azoug          |        | LÉ     | Pôle écologiste de Seine-Saint-Denis |
| Saint-Denis-1        | Oriane Filhol        |        | G·s    | Gauche solidaire et écologiste       |
| Saint-Denis-1        | Corentin Duprey      |        | PS     | Gauche solidaire et écologiste       |
| Saint-Denis-2        | Silvia Capanema      |        | LFI    | Communiste, insoumis et citoyen      |
| Saint-Denis-2        | Azzedine Taïbi       |        | DVG    | Communiste, insoumis et citoyen      |
| Saint-Ouen-sur-Seine | Karim Bouamrane      |        | PS     | Gauche solidaire et écologiste       |
| Saint-Ouen-sur-Seine | Émilie Lecroq        |        | PCF    | Communiste, insoumis et citoyen      |
| Sevran               | Stéphane Blanchet    |        | DVG    | Communiste, insoumis et citoyen      |
| Sevran               | Mélissa Youssouf     |        | LÉ     | Pôle écologiste de Seine-Saint-Denis |
| Tremblay-en-France   | Dominique Dellac     |        | PCF    | Communiste, insoumis et citoyen      |
| Tremblay-en-France   | Pierre Laporte       |        | LFI    | Communiste, insoumis et citoyen      |
| Villemomble          | Jean-Michel Bluteau  |        | DVD    | Les Républicains et divers droite    |
| Villemomble          | Michèle Choulet      |        | LR     | Les Républicains et divers droite    |

Le 1er juillet 2021, lors de la session d'installation du conseil départemental, six vice-présidentes et six vice-présidents ont été élus.
|     | Identité           | Groupe | Attributions                                                                        |
| --- | ------------------ | ------ | ----------------------------------------------------------------------------------- |
| 1er | Daniel Guiraud     | GSÉ    | Finances, modernisation de l'administration et moyens généraux                      |
| 2e  | Pascale Labbé      | CIC    | Observatoire départemental des violences envers les femmes et égalité femmes-hommes |
| 3e  | Karim Bouamrane    | GSÉ    | Culture                                                                             |
| 4e  | Nadia Azoug        | PÉ     | Enfance, prévention et parentalité                                                  |
| 5e  | Belaïde Bedreddine | CIC    | Écologie urbaine                                                                    |
| 6e  | Melissa Youssouf   | PÉ     | Insertion, économie sociale et solidaire et fonds européens                         |
| 7e  | Emmanuel Constant  | GSÉ    | Éducation et Jeux olympiques et paralympiques                                       |
| 8e  | Dominique Dellac   | CIC    | Patrimoine culturel, mémoire, tourisme et éducation artistique et culturelle        |
| 9e  | Stéphane Blanchet  | CIC    | Autonomie                                                                           |
| 10e | Magalie Thibault   | GSÉ    | Solidarités et santé                                                                |
| 11e | Corentin Duprey    | GSÉ    | Mobilités durables et développement du territoire                                   |
| 12e | Florence Laroche   | GSÉ    | Habitat durable et politique de la ville                                            |

| Identité                                | Groupe | Attributions                                |
| --------------------------------------- | ------ | ------------------------------------------- |
| Mathieu Monot                           | GSÉ    | Démocratie participative et vie associative |
| Frédérique Denis, puis Tessa Chaumillon | PÉ     | Plan alimentaire territorial                |
| Abdel Sadi                              | CIC    | Relations internationales et européennes    |
| Oriane Filhol                           | GSÉ    | Lutte contre les discriminations            |
| Azzedine Taïbi                          | CIC    | Lutte contre la fracture numérique          |
| Zaïnaba Saïd-Anzum                      | GSÉ    | Sport                                       |
| Élodie Girardet                         | PÉ     | Projet éducatif départemental               |

Groupes politiques
Le conseil départemental de la Seine-Saint-Denis compte cinq groupes politiques : trois appartiennent à la majorité et deux à l'opposition.
| Groupe                               | Sigle | Président/Co-présidents | Statut     | Effectif |
| ------------------------------------ | ----- | ----------------------- | ---------- | -------- |
| Gauche solidaire et écologiste       | GSÉ   | -                       | majorité   | 12       |
| Communiste, insoumis et citoyen      | CIC   | -                       | majorité   | 9        |
| Pôle écologiste de Seine-Saint-Denis | PÉ    | -                       | majorité   | 5        |
| Les Républicains et divers droite    | LRD   | -                       | opposition | 10       |
| UDI et indépendants                  | UDI   | -                       | opposition | 4        |

Par ailleurs, deux élus siègent en tant que non-inscrit : Vijay Monany (Le Blanc-Mesnil) depuis décembre 2021 et Marie-Blanche Pietri (Gagny) depuis avril 2022.

### Présidents d'intercommunalités

Les territoires du Grand Paris.

L'intégralité du département de la Seine-Saint-Denis appartient à la métropole du Grand Paris et est divisée en quatre établissements publics territoriaux (EPT).
|    | Établissement public territorial | Établissement public territorial | Président       | Parti | Parti | Élection |
| -- | -------------------------------- | -------------------------------- | --------------- | ----- | ----- | -------- |
| T6 |                                  | Plaine Commune                   | Mathieu Hanotin |       | PS    | 2020     |
| T7 |                                  | Paris Terres d'Envol             | Bruno Beschizza |       | LR    | 2016     |
| T8 |                                  | Est Ensemble                     | Patrice Bessac  |       | PCF   | 2020     |
| T9 |                                  | Grand Paris - Grand Est          | Xavier Lemoine  |       | VIA   | 2020     |

### Maires

Carte des 39 communes de la Seine-Saint-Denis au 1er janvier 2025.

| Commune                 | Maire                 |  | Parti | Élection | Population |
| ----------------------- | --------------------- |  | ----- | -------- | ---------- |
| Aubervilliers           | Karine Franclet       |  | UDI   | 2020     | 89 489     |
| Aulnay-sous-Bois        | Bruno Beschizza       |  | LR    | 2014     | 86 360     |
| Bagnolet                | Tony Di Martino       |  | PS    | 2014     | 41 776     |
| Bobigny                 | Abdel Sadi            |  | PCF   | 2020     | 55 270     |
| Bondy                   | Stephen Hervé         |  | LR    | 2020     | 51 066     |
| Clichy-sous-Bois        | Olivier Klein         |  | FP    | 2023     | 29 551     |
| Coubron                 | Ludovic Toro          |  | UDI   | 2014     | 5 156      |
| Drancy                  | Aude Lagarde          |  | UDI   | 2017     | 71 312     |
| Dugny                   | Quentin Gesell        |  | DVD   | 2020     | 11 723     |
| Épinay-sur-Seine        | Hervé Chevreau        |  | DVC   | 2001     | 53 564     |
| Gagny                   | Rolin Cranoly         |  | DVD   | 2019     | 40 790     |
| Gournay-sur-Marne       | Éric Schlegel         |  | DVD   | 2014     | 7 101      |
| L'Île-Saint-Denis       | Mohamed Gnabaly       |  | LÉ    | 2016     | 8 682      |
| La Courneuve            | Gilles Poux           |  | PCF   | 1996     | 47 086     |
| Le Blanc-Mesnil         | Jean-Philippe Ranquet |  | LR    | 2021     | 59 912     |
| Le Bourget              | Jean-Baptiste Borsali |  | LR    | 2020     | 15 052     |
| Le Pré-Saint-Gervais    | Laurent Baron         |  | PS    | 2018     | 16 733     |
| Le Raincy               | Jean-Michel Genestier |  | UDI   | 2014     | 14 778     |
| Les Lilas               | Lionel Benharous      |  | PS    | 2020     | 23 262     |
| Les Pavillons-sous-Bois | Philippe Dallier      |  | LR    | 2023     | 24 872     |
| Livry-Gargan            | Pierre-Yves Martin    |  | HOR   | 2014     | 46 507     |
| Montfermeil             | Xavier Lemoine        |  | VIA   | 2002     | 28 257     |
| Montreuil               | Patrice Bessac        |  | PCF   | 2014     | 110 758    |
| Neuilly-Plaisance       | Christian Demuynck    |  | LR    | 1983     | 21 914     |
| Neuilly-sur-Marne       | Zartoshte Bakhtiari   |  | DVD   | 2020     | 38 799     |
| Noisy-le-Grand          | Brigitte Marsigny     |  | LR    | 2015     | 71 632     |
| Noisy-le-Sec            | Olivier Sarrabeyrouse |  | PCF   | 2020     | 45 915     |
| Pantin                  | Bertrand Kern         |  | PS    | 2001     | 60 954     |
| Romainville             | François Dechy        |  | DVG   | 2020     | 35 314     |
| Rosny-sous-Bois         | Jean-Paul Fauconnet   |  | LR    | 2020     | 45 947     |
| Saint-Denis (*)         | Mathieu Hanotin       |  | PS    | 2020     | 148 907    |
| Saint-Ouen-sur-Seine    | Karim Bouamrane       |  | PS    | 2020     | 53 041     |
| Sevran                  | Stéphane Blanchet     |  | DVG   | 2018     | 51 640     |
| Stains                  | Azzédine Taïbi        |  | DVG   | 2014     | 40 600     |
| Tremblay-en-France      | François Asensi       |  | E!    | 1991     | 38 210     |
| Vaujours                | Dominique Bailly      |  | HOR   | 2008     | 7 743      |
| Villemomble             | Jean-Michel Bluteau   |  | DVD   | 2020     | 29 973     |
| Villepinte              | Martine Valleton      |  | LR    | 2014     | 39 647     |
| Villetaneuse            | Dieunor Excellent     |  | DVG   | 2020     | 12 432     |
| (*) Commune nouvelle    |                       |  |       |          |            |

## Résultats électoraux

### Élections européennes
- Élections européennes de 2024 :

| - Liste Aubry (LFI) - Liste Bardella (RN-LAF)         | |         |        |
| Liste Étiquette politique (partis et alliances)       | Liste Étiquette politique (partis et alliances) | Voix    | %      |
|                                                       | La France insoumise - Union populaire La France insoumise, Parti ouvrier indépendant, Révolution écologique pour le vivant, Péyi-A, Pour La Réunion et Gauche écosocialiste                                        | 130 307 | 37,13  |
|                                                       | La France revient ! Avec Jordan Bardella et Marine Le Pen Rassemblement national et L'Avenir français | 59 269  | 16,89  |
|                                                       | Réveiller l'Europe Parti socialiste et Place publique | 44 804  | 12,77  |
|                                                       | Besoin d'Europe Ensemble et Union des démocrates et indépendants | 29 183  | 8,31   |
|                                                       | Europe Écologie Les Écologistes – EELV et Alternative alsacienne | 23 326  | 6,65   |
|                                                       | La droite pour faire entendre la voix de la France en Europe Les Républicains et Les Centristes | 14 186  | 4,04   |
|                                                       | La France fière, menée par Marion Maréchal et soutenue par Éric Zemmour Reconquête et Mouvement conservateur | 13 013  | 3,71   |
|                                                       | Gauche unie pour le monde du travail soutenue par Fabien Roussel Parti communiste français, Fédération de la gauche républicaine, Parti communiste réunionnais, Parti communiste martiniquais et Humains et dignes | 9 884   | 2,82   |
|                                                       | Parti animaliste - Les animaux comptent, votre voix aussi Parti animaliste | 5 684   | 1,62   |
|                                                       | Liste Asselineau-Frexit, pour le pouvoir d'achat et pour la paix Union populaire républicaine | 3 916   | 1,12   |
|                                                       | Écologie au centre , Égalité Europe Écologie, Régions unies d'Europe, Génération animal, Jeunes Ecqo et La France autrement                                                                                        | 3 120   | 0,89   |
|                                                       | L'Europe ça suffit ! Les Patriotes et Via, la voie du peuple | 2 689   | 0,77   |
|                                                       | Alliance rurale Résistons | 2 262   | 0,64   |
|                                                       | Lutte ouvrière - Le camp des travailleurs Lutte ouvrière et Combat ouvrier | 2 005   | 0,57   |
|                                                       | Écologie positive et territoires Écologie positive, Cap21, France Écologie, Le Trèfle - Les nouveaux écologistes, Les Universalistes, 100 % citoyens, Le Mouvement pour les animaux et Parti nationaliste basque   | 1 529   | 0,44   |
|                                                       | Pour un monde sans frontières ni patrons, urgence révolution ! Nouveau Parti anticapitaliste – Révolutionnaires | 1 056   | 0,30   |
|                                                       | Free Palestine Union des démocrates musulmans français | 904     | 0,26   |
|                                                       | Équinoxe : écologie pratique et renouveau démocratique Équinoxe | 786     | 0,22   |
|                                                       | Europe Territoires Écologie Parti radical de gauche, Régions et peuples solidaires, Volt France, Mouvement des progressistes, Mouvement des citoyens et Collectif des sociaux-démocrates réformateurs              | 718     | 0,20   |
|                                                       | Changer l'Europe Nouvelle Donne et Allons enfants | 390     | 0,11   |
|                                                       | Nous le peuple République souveraine et L'Appel au peuple | 298     | 0,08   |
|                                                       | Parti pirate | 290     | 0,08   |
|                                                       | « Pour le pain, la paix, la liberté ! » présentée par le Parti des travailleurs Parti des travailleurs | 273     | 0,08   |
|                                                       | Démocratie représentative | 139     | 0,04   |
|                                                       | Forteresse Europe - Liste d'unité nationaliste Les Nationalistes | 132     | 0,04   |
|                                                       | PACE - Parti des citoyens européens, pour l'armée européenne, pour l'Europe sociale, pour la planète ! Parti des citoyens européens et La France a des Elles                                                       | 111     | 0,03   |
|                                                       | Espéranto langue commune Europe Démocratie Espéranto | 101     | 0,03   |
|                                                       | Défendre les enfants Droits du parent et de l'enfant | 94      | 0,03   |
|                                                       | La ruche citoyenne La Ruche citoyenne | 94      | 0,03   |
|                                                       | France libre Extrême droite | 77      | 0,02   |
|                                                       | Pour une autre Europe Fédération citoyenne | 66      | 0,02   |
|                                                       | Pour une humanité souveraine Changement citoyen | 46      | 0,01   |
|                                                       | Parti révolutionnaire Communistes | 45      | 0,01   |
|                                                       | Liberté démocratique française et Nouvelle émergence patriotique | 43      | 0,01   |
|                                                       | Non ! Prenons-nous en mains Rester libre | 39      | 0,01   |
|                                                       | Pour une démocratie réelle : décidons nous-mêmes ! Décidons nous-mêmes ! | 36      | 0,01   |
|                                                       | Paix et Décroissance Écologiste, Objecteurs de croissance, Brouette et Décroissance Élections | 34      | 0,01   |
|                                                       | Non à l'UE et à l'OTAN, communistes pour la paix et le progrès social Association nationale des communistes | 31      | 0,01   |
|                                                       | |         |        |
| Inscrits                                              | Inscrits | 828 168 | 100,00 |
| Abstentions                                           | Abstentions | 469 307 | 56,67  |
| Votants                                               | Votants | 358 861 | 43,33  |
| Blancs                                                | Blancs | 4 167   | 1,16   |
| Nuls                                                  | Nuls | 3 714   | 1,03   |
| Exprimés                                              | Exprimés | 350 980 | 97,80  |
| Source : Ministère de l'Intérieur - Seine-Saint-Denis | |         |        |

- Élections européennes de 2019 :

| - Liste Loiseau (LREM, Maj.prés.) - Liste Bardella (RN) - Liste Jadot (EELV-R&PS) - Liste Aubry (LR) | |         |        |
| Liste Étiquette politique (partis et alliances)                                                      | Liste Étiquette politique (partis et alliances) | Voix    | %      |
| | Renaissance soutenue par La République en marche, le MoDem et ses partenaires La République en marche, Mouvement démocrate, Agir, Mouvement radical, Union des démocrates et des écologistes et Alliance centriste | 51 605  | 17,74  |
| | Prenez le pouvoir, liste soutenue par Marine Le Pen Rassemblement national | 47 347  | 16,27  |
| | Europe Écologie Europe Écologie Les Verts, Alliance écologiste indépendante et Régions et peuples solidaires | 42 828  | 14,72  |
| | La France insoumise La France insoumise, Parti de gauche, Gauche républicaine et socialiste et Mouvement républicain et citoyen                                                                                    | 32 119  | 11,04  |
| | Envie d'Europe écologique et sociale Parti socialiste, Place publique, Nouvelle Donne et Parti radical de gauche                                                                                                   | 20 361  | 7      |
| | Pour l'Europe des gens, contre l'Europe de l'argent Parti communiste français et République et socialisme | 16 948  | 5,83   |
| | Liste citoyenne du Printemps européen avec Benoît Hamon soutenue par Génération.s et DéME-DiEM25 Génération.s | 15 714  | 5,14   |
| | Union de la droite et du centre Les Républicains, Les Centristes et Chasse, pêche, nature et traditions | 14 608  | 5,02   |
| | Les Européens Union des démocrates et indépendants, Force européenne démocrate et La Gauche moderne | 11 952  | 4,11   |
| | Le courage de défendre les Français avec Nicolas Dupont-Aignan. Debout la France ! – CNIP Debout la France et Centre national des indépendants et paysans                                                          | 7 468   | 2,57   |
| | Parti animaliste Parti animaliste | 6 672   | 2,29   |
| | Urgence écologie Génération écologie, Mouvement écologiste indépendant, Mouvement des progressistes et Union des démocrates et des écologistes                                                                     | 5 665   | 1,95   |
| | Ensemble pour le Frexit Union populaire républicaine | 5 610   | 1,93   |
| | Lutte ouvrière – contre le grand capital, le camp des travailleurs Lutte ouvrière | 2 932   | 1,01   |
| | Union pour une Europe au service des peuples Union des démocrates musulmans français | 2 263   | 0,78   |
| | Alliance jaune, la révolte par le vote Sans étiquette | 1 376   | 0,47   |
| | Ensemble Patriotes et Gilets jaunes : pour la France, sortons de l'Union européenne ! Les Patriotes | 1 261   | 0,43   |
| | Démocratie représentative La révolution est en marche | 685     | 0,24   |
| | Les oubliés de l'Europe – artisans, commerçants, professions libérales et indépendants – ACPLI Coordination nationale des indépendants                                                                             | 629     | 0,22   |
| | Union démocratique pour la liberté, égalité, fraternité (UDLEF) Union démocratique pour la liberté, égalité, fraternité                                                                                            | 618     | 0,21   |
| | Parti pirate Parti pirate | 603     | 0,21   |
| | À voix égales Sans étiquette | 544     | 0,19   |
| | Espéranto – langue commune équitable pour l'Europe Europe Démocratie Espéranto | 212     | 0,07   |
| | Mouvement pour l'initiative citoyenne Mouvement pour l'initiative citoyenne | 168     | 0,06   |
| | Décroissance 2019 Parti pour la décroissance | 140     | 0,05   |
| | Liste de la reconquête Dissidence française | 86      | 0,03   |
| | Parti fédéraliste européen – Pour une Europe qui protège ses citoyens Parti fédéraliste européen | 83      | 0,03   |
| | Allons enfants Allons enfants, le parti de la jeunesse | 83      | 0,03   |
| | Parti révolutionnaire Communistes Parti révolutionnaire Communistes | 78      | 0,03   |
| | PACE – Parti des citoyens européens Parti des citoyens européens | 78      | 0,03   |
| | La ligne claire Parti de l'in-nocence et Souveraineté, identité et libertés | 70      | 0,02   |
| | Neutre et actif Sans étiquette | 64      | 0,02   |
| | Une France royale au cœur de l'Europe Alliance royale | 44      | 0,02   |
| | Évolution citoyenne Sans étiquette | 10      | 0,00   |
| | |         |        |
| Inscrits                                                                                             | Inscrits | 768 747 | 100,00 |
| Abstentions                                                                                          | Abstentions | 465 782 | 60,59  |
| Votants                                                                                              | Votants | 302 965 | 39,41  |
| Blancs                                                                                               | Blancs | 6 700   | 2,21   |
| Nuls                                                                                                 | Nuls | 5 341   | 1,76   |
| Exprimés                                                                                             | Exprimés | 290 924 | 96,03  |
| Source : Ministère de l'Intérieur - Seine-Saint-Denis                                                | |         |        |

### Élections législatives
| 2024 | 2024 | 2024 | 2024 | 2024 | 2024 | 2024 | 2024 | 2024 |                                                         | LFI                                                     |                                                         | PCF                                                     |                                                         | LFI                                                     |                                                         | PCF                                                     |                                                         | LFI                                                     |                                                         | LFI                                                     |                                                         | L'AP                                                    |                                                         | PS                                                      |                                                         | LFI                                                     |                                                         | LFI                                                     |                                                         | L'AP                                                    |                                                         | POI                                                     |                                                         |                                                         |  |  |
| 2022 | 2022 | 2022 | 2022 | 2022 | 2022 | 2022 | 2022 | 2022 |                                                         | LFI                                                     |                                                         | PCF                                                     |                                                         | LFI                                                     |                                                         | PCF                                                     |                                                         | LFI                                                     |                                                         | LFI                                                     |                                                         | LFI                                                     |                                                         | PS                                                      |                                                         | LFI                                                     |                                                         | LFI                                                     |                                                         | LFI-E!                                                  |                                                         | POI                                                     |                                                         |                                                         |  |  |
| 2017 | 2017 | 2017 | 2017 | 2017 | 2017 | 2017 | 2017 | 2017 |                                                         | LFI                                                     |                                                         | PCF                                                     |                                                         | LREM                                                    |                                                         | PCF                                                     |                                                         | UDI                                                     |                                                         | LFI                                                     |                                                         | LFI                                                     |                                                         | LREM                                                    |                                                         | LFI                                                     |                                                         | LR                                                      |                                                         | LFI-E!                                                  |                                                         | LREM                                                    |                                                         |                                                         |  |  |
| 2012 | 2012 | 2012 | 2012 | 2012 | 2012 | 2012 | 2012 | 2012 |                                                         | PS                                                      |                                                         | PS                                                      |                                                         | PS                                                      |                                                         | PCF                                                     |                                                         | NC                                                      |                                                         | PS                                                      |                                                         | PS                                                      |                                                         | PS                                                      |                                                         | PS                                                      |                                                         | PS                                                      |                                                         | FASE                                                    |                                                         | PS                                                      |                                                         |                                                         |  |  |
| 2007 | 2007 | 2007 | 2007 | 2007 | 2007 | 2007 | 2007 | 2007 |                                                         | PS                                                      |                                                         | PCF                                                     |                                                         | PS                                                      |                                                         | PCF                                                     |                                                         | DVD                                                     |                                                         | PS                                                      |                                                         | PCF                                                     |                                                         | UMP                                                     |                                                         | PS                                                      |                                                         | UMP                                                     |                                                         | PCF                                                     |                                                         | UMP                                                     |                                                         | PS                                                      |  |  |
| 2002 | 2002 | 2002 | 2002 | 2002 | 2002 | 2002 | 2002 | 2002 |                                                         | PS                                                      |                                                         | PCF                                                     |                                                         | PCF                                                     |                                                         | PCF                                                     |                                                         | UDF                                                     |                                                         | PS                                                      |                                                         | PCF                                                     |                                                         | UMP                                                     |                                                         | PS                                                      |                                                         | UMP                                                     |                                                         | PCF                                                     |                                                         | UMP                                                     |                                                         | PS                                                      |  |  |
| 1997 | 1997 | 1997 | 1997 | 1997 | 1997 | 1997 | 1997 | 1997 |                                                         | PS                                                      |                                                         | PCF                                                     |                                                         | PCF                                                     |                                                         | PCF                                                     |                                                         | PCF                                                     |                                                         | PS                                                      |                                                         | PCF                                                     |                                                         | RPR                                                     |                                                         | PS                                                      |                                                         | RPR                                                     |                                                         | PCF                                                     |                                                         | DVG                                                     |                                                         | PS                                                      |  |  |
| 1993 | 1993 | 1993 | 1993 | 1993 | 1993 | 1993 | 1993 | 1993 |                                                         | RPR                                                     |                                                         | PCF                                                     |                                                         | PCF                                                     |                                                         | PCF                                                     |                                                         | PCF                                                     |                                                         | PS                                                      |                                                         | PCF                                                     |                                                         | RPR                                                     |                                                         | PS                                                      |                                                         | RPR                                                     |                                                         | PCF                                                     |                                                         | RPR                                                     |                                                         | RPR                                                     |  |  |
| 1988 | 1988 | 1988 | 1988 | 1988 | 1988 | 1988 | 1988 | 1988 |                                                         | PS                                                      |                                                         | PCF                                                     |                                                         | PCF                                                     |                                                         | PCF                                                     |                                                         | PCF                                                     |                                                         | PS                                                      |                                                         | PCF                                                     |                                                         | RPR                                                     |                                                         | PS                                                      |                                                         | PS                                                      |                                                         | PCF                                                     |                                                         | RPR                                                     |                                                         | PS                                                      |  |  |
| 1986 | 1986 | 1986 | 1986 | 1986 | 1986 | 1986 | 1986 | 1986 | Scrutin proportionnel plurinominal par département (13) | Scrutin proportionnel plurinominal par département (13) | Scrutin proportionnel plurinominal par département (13) | Scrutin proportionnel plurinominal par département (13) | Scrutin proportionnel plurinominal par département (13) | Scrutin proportionnel plurinominal par département (13) | Scrutin proportionnel plurinominal par département (13) | Scrutin proportionnel plurinominal par département (13) | Scrutin proportionnel plurinominal par département (13) | Scrutin proportionnel plurinominal par département (13) | Scrutin proportionnel plurinominal par département (13) | Scrutin proportionnel plurinominal par département (13) | Scrutin proportionnel plurinominal par département (13) | Scrutin proportionnel plurinominal par département (13) | Scrutin proportionnel plurinominal par département (13) | Scrutin proportionnel plurinominal par département (13) | Scrutin proportionnel plurinominal par département (13) | Scrutin proportionnel plurinominal par département (13) | Scrutin proportionnel plurinominal par département (13) | Scrutin proportionnel plurinominal par département (13) | Scrutin proportionnel plurinominal par département (13) | Scrutin proportionnel plurinominal par département (13) | Scrutin proportionnel plurinominal par département (13) | Scrutin proportionnel plurinominal par département (13) | Scrutin proportionnel plurinominal par département (13) | Scrutin proportionnel plurinominal par département (13) |  |  |
| 1981 | 1981 | 1981 | 1981 | 1981 | 1981 | 1981 | 1981 | 1981 |                                                         | PS                                                      |                                                         | PCF                                                     |                                                         | PCF                                                     |                                                         | PCF                                                     |                                                         | PS                                                      |                                                         | PS                                                      |                                                         | PCF                                                     |                                                         | PCF                                                     |                                                         | PS                                                      |                                                         |                                                         |                                                         |                                                         |                                                         |                                                         |                                                         |                                                         |  |  |
| 1978 | 1978 | 1978 | 1978 | 1978 | 1978 | 1978 | 1978 | 1978 |                                                         | PCF                                                     |                                                         | PCF                                                     |                                                         | PCF                                                     |                                                         | PCF                                                     |                                                         | PCF                                                     |                                                         | PCF                                                     |                                                         | PCF                                                     |                                                         | PCF                                                     |                                                         | PCF                                                     |                                                         |                                                         |                                                         |                                                         |                                                         |                                                         |                                                         |                                                         |  |  |
| 1973 | 1973 | 1973 | 1973 | 1973 | 1973 | 1973 | 1973 | 1973 |                                                         | PCF                                                     |                                                         | PCF                                                     |                                                         | PCF                                                     |                                                         | PCF                                                     |                                                         | PCF                                                     |                                                         | PCF                                                     |                                                         | PCF                                                     |                                                         | PCF                                                     |                                                         | UDR                                                     |                                                         |                                                         |                                                         |                                                         |                                                         |                                                         |                                                         |                                                         |  |  |
| 1968 | 1968 | 1968 | 1968 | 1968 | 1968 | 1968 | 1968 | 1968 |                                                         | PCF                                                     |                                                         | PCF                                                     |                                                         | PCF                                                     |                                                         | PCF                                                     |                                                         | UDR                                                     |                                                         | PCF                                                     |                                                         | PCF                                                     |                                                         | PCF                                                     |                                                         | UDR                                                     |                                                         |                                                         |                                                         |                                                         |                                                         |                                                         |                                                         |                                                         |  |  |
| 1967 | 1967 | 1967 | 1967 | 1967 | 1967 | 1967 | 1967 | 1967 |                                                         | PCF                                                     |                                                         | PCF                                                     |                                                         | PCF                                                     |                                                         | PCF                                                     |                                                         | PCF                                                     |                                                         | PCF                                                     |                                                         | PCF                                                     |                                                         | PCF                                                     |                                                         | UD-Ve                                                   |                                                         |                                                         |                                                         |                                                         |                                                         |                                                         |                                                         |                                                         |  |  |

### Élections cantonales et départementales
|                                      |       |       |      |                                      |
| Président du Conseil départemental   |       |       |      |                                      |
| Stéphane Troussel (PS)               |       |       |      |                                      |
| Parti                                | Sigle | Sigle | Élus | Groupes                              |
| Majorité (26 sièges)                 |       |       |      |                                      |
| Parti communiste français            |       | PCF   | 5    | Communiste, insoumis et citoyen      |
| La France insoumise                  |       | LFI   | 2    | Communiste, insoumis et citoyen      |
| Divers gauche                        |       | DVG   | 2    | Communiste, insoumis et citoyen      |
| Les Écologistes                      |       | LÉ    | 4    | Pôle écologiste de Seine-Saint-Denis |
| Divers gauche                        |       | DVG   | 1    | Pôle écologiste de Seine-Saint-Denis |
| Parti socialiste                     |       | PS    | 10   | Gauche solidaire et écologiste       |
| Génération·s                         |       | G·s   | 1    | Gauche solidaire et écologiste       |
| Divers gauche                        |       | DVG   | 1    | Gauche solidaire et écologiste       |
| Opposition (16 sièges)               |       |       |      |                                      |
| Union des démocrates et indépendants |       | UDI   | 3    | UDI et indépendants                  |
| Les Républicains                     |       | LR    | 1    | UDI et indépendants                  |
| Les Républicains                     |       | LR    | 7    | Les Républicains et divers droite    |
| Divers droite                        |       | DVD   | 2    | Les Républicains et divers droite    |
| Horizons                             |       | HOR   | 1    | Les Républicains et divers droite    |
| Les Républicains                     |       | LR    | 1    | Non-inscrit                          |
| Reconquête                           |       | REC   | 1    | Non-inscrit                          |

### Élections municipales
| Commune                 | Parti (2020) | Parti (2014) | Parti (2008) | Parti (2001) | Parti (1995) | Parti (1989) | Parti (1983) | Parti (1977) | Parti (1971) |
| ----------------------- | ------------ | ------------ | ------------ | ------------ | ------------ | ------------ | ------------ | ------------ | ------------ |
| Aubervilliers           | UDI          | PCF          | PS           | PCF          | PCF          | PCF          | PCF          | PCF          | PCF          |
| Aulnay-sous-Bois        | LR           | LR           | PS           | RPR          | RPR          | RPR          | RPR*         | PCF          | PCF          |
| Bagnolet                | PS           | PS           | PCF          | PCF          | PCF          | PCF          | PCF          | PCF          | PCF          |
| Bobigny                 | PCF          | UDI          | PCF          | PCF          | PCF          | PCF          | PCF          | PCF          | PCF          |
| Bondy                   | LR           | PS           | PS           | PS           | PS           | PS           | PS           | PS           | PS           |
| Clichy-sous-Bois        | DVG/FP       | PS           | PS           | PS           | PS           | PCF*         | PCF          | PCF          | PCF          |
| Coubron                 | UDI          | UDI          | UMP          | RPR          | RPR          | RPR*         | DVD          | DVD          | DVD          |
| Drancy                  | UDI          | UDI (3)      | NC           | UDF          | PCF          | PCF          | PCF          | PCF          | PCF          |
| Dugny                   | DVD          | LR           | UMP          | RPR          | RPR          | RPR          | PCF          | PCF          | PCF          |
| Épinay-sur-Seine        | DVC *        | DVD *        | MoDem        | UDF          | PS           | PS           | PS           | PS           | PS           |
| Gagny                   | DVD *        | LR           | UMP          | RPR          | RPR          | RPR          | RPR          | PCF          | UDR          |
| Gournay-sur-Marne       | DVD          | DVD          | UMP          | RPR          | RPR          | RPR          | RPR          | DVD          | DVD          |
| La Courneuve            | PCF          | PCF          | PCF          | PCF          | PCF          | PCF          | PCF          | PCF          | PCF          |
| Le Blanc-Mesnil         | LR (10)      | LR           | PCF          | PCF          | PCF          | PCF          | PCF          | PCF          | PCF          |
| Le Bourget              | LR *         | UDI (6)      | NC           | UDF          | UDF          | DVD          | DVD          | DVD          | DVD          |
| Le Pré-Saint-Gervais    | PS           | PS (9)       | PS           | PS           | PS           | PS           | PS           | PS           | PS           |
| Le Raincy               | UDI (app.)   | UDI (app.)   | UMP          | RPR          | RPR          | UDF          | UDF          | UDF          | DVD          |
| Les Lilas               | PS           | PS           | PS           | PS           | UDF          | UDF          | UDF          | DVD          | DVD          |
| Les Pavillons-sous-Bois | LR (4)       | LR (5)       | UMP          | RPR          | RPR          | PS           | RPR          | PS           | PS           |
| L'Île-Saint-Denis       | LÉ *         | EELV/SE (2)  | Verts        | Verts        | PCF          | PCF          | PCF          | PCF          | PCF          |
| Livry-Gargan            | HOR *        | LR           | PS (app.)    | PS (app.)    | PS (app.)    | PS           | PS           | PS           | PS           |
| Montfermeil             | VIA          | PCD          | PCD          | DVD          | DVD          | DVD          | DVD          | PCF          | PCF          |
| Montreuil               | PCF          | PCF          | Verts        | PCF (app.)   | PCF (app.) * | PCF          | PCF          | PCF          | PCF          |
| Neuilly-Plaisance       | LR           | LR           | UMP          | RPR          | RPR          | RPR          | RPR          | PCF          | DVD          |
| Neuilly-sur-Marne       | DVD          | DVG          | PS           | PS           | PS           | PS           | PS           | PS           | DVD          |
| Noisy-le-Grand          | LR           | LR           | PS           | PS           | PS           | UDF          | RPR*         | PCF          | DVD          |
| Noisy-le-Sec            | PCF          | UDI          | PS           | UDF*         | PCF          | PCF          | PCF          | PCF          | PCF          |
| Pantin                  | PS           | PS           | PS           | PS           | PCF          | PCF          | PCF          | PCF          | PCF          |
| Pierrefitte-sur-Seine   | PS           | PS           | PS           | PCF          | PCF          | PCF          | PCF          | PCF          | PCF          |
| Romainville             | DVG          | DVG          | DVG*         | PCF          | PCF          | PCF          | PCF          | PCF          | PCF          |
| Rosny-sous-Bois         | LR           | LR           | UMP          | UDF          | UDF          | UDF          | PCF          | PCF          | PCF          |
| Saint-Denis             | PS           | PCF (7)      | PCF          | PCF          | PCF          | PCF          | PCF          | PCF          | PCF          |
| Saint-Ouen-sur-Seine    | PS           | UDI          | PCF          | PCF          | PCF          | PCF          | PCF          | PCF          | PCF          |
| Sevran                  | DVG          | UDE * (8)    | PCF*         | PCF          | RPF          | PCF          | PCF          | PCF          | PS           |
| Stains                  | DVG *        | PCF          | PCF          | PCF          | PCF          | PCF          | PCF          | PCF          | PCF          |
| Tremblay-en-France      | E!           | E!-FG        | PCF*         | PCF          | PCF          | PCF          | PCF          | PCF          | PCF          |
| Vaujours                | HOR *        | LR*          | NC           | RPR          | RPR          | DVD          | DVD          | DVD          | DVD          |
| Villemomble             | DVD          | LR           | UMP          | RPR          | RPR          | RPR          | RPR          | PS           | UDR          |
| Villepinte              | LR           | LR           | DVG          | UDF*         | PS *         | RPR          | RPR          | PCF          | UDR          |
| Villetaneuse            | DVG          | PCF          | PCF          | PCF          | PCF          | PCF          | PCF          | PCF          | PCF          |

Remarques
- (*) Maire ayant changé d'étiquette politique en cours de mandat, ou nouveau maire d'étiquette politique différente à l'issue d'élections municipales partielles.
- (2) Mohamed Gnabaly, précédemment maire-adjoint (SE) succède le 7 juillet 2016 à Michel Bourgain (EELV), démissionnaire, élus sur la liste « Île Vivante ».
- (3) Le 1er septembre 2017, Aude Lagarde succède à Jean-Christophe Lagarde réélu député et qui ne pouvait plus cumuler les deux mandats[69].
- (4) Philippe Dallier, sénateur jusqu'en 2021 et maire des Pavillons-sous-Bois de 1995 à 2017, retrouve son siège de premier édile le 9 février 2023 après la démission de Katia Coppi.
- (5) Katia Coppi est élue le 21 octobre 2017 pour succéder à Philippe Dallier réélu sénateur et touché par les nouvelles règles sur le cumul des mandats.
- (6) Yannick Hoppe est élu le 21 octobre 2017 pour succéder à Vincent Capo-Canellas réélu sénateur et touché par les nouvelles règles sur le cumul des mandats.
- (7) Laurent Russier succède le 3 décembre 2016 à Didier Paillard, démissionnaire de la mairie de Saint-Denis.
- (8) Le 15 mai 2018, Stéphane Blanchet, précédemment premier adjoint, succède à Stéphane Gatignon démissionnaire.
- (9) Le 11 septembre 2018, Laurent Baron succède à Gérard Cosme, démissionnaire, comme maire du Pré-Saint-Gervais.
- (10) Jean-Philippe Ranquet est élu maire du Blanc-Mesnil le 4 septembre 2021 en remplacement de Thierry Meignen, devenu sénateur[70].

## Personnalités politiques du département
| |  |  |
| De l'extrême gauche (Alain Krivine) à l'extrême droite (Roger Holeindre), le 93 a hébergé de nombreux responsables nationaux de partis. |  |  |

| |  |  |
| Élisabeth Guigou, ancienne garde des Sceaux, et Harlem Désir, ancien secrétaire d'État aux Affaires européennes. |  |  |

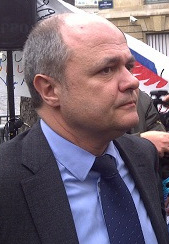
Bruno Le Roux, ici en 2012, conseiller général de 1992 à 1997, maire d'Épinay-sur-Seine de 1995 à 2001, député de 1997 à 2016, président du groupe socialiste à l'Assemblée nationale de 2012 à 2016, ministre de l'Intérieur de décembre 2016 à mars 2017.

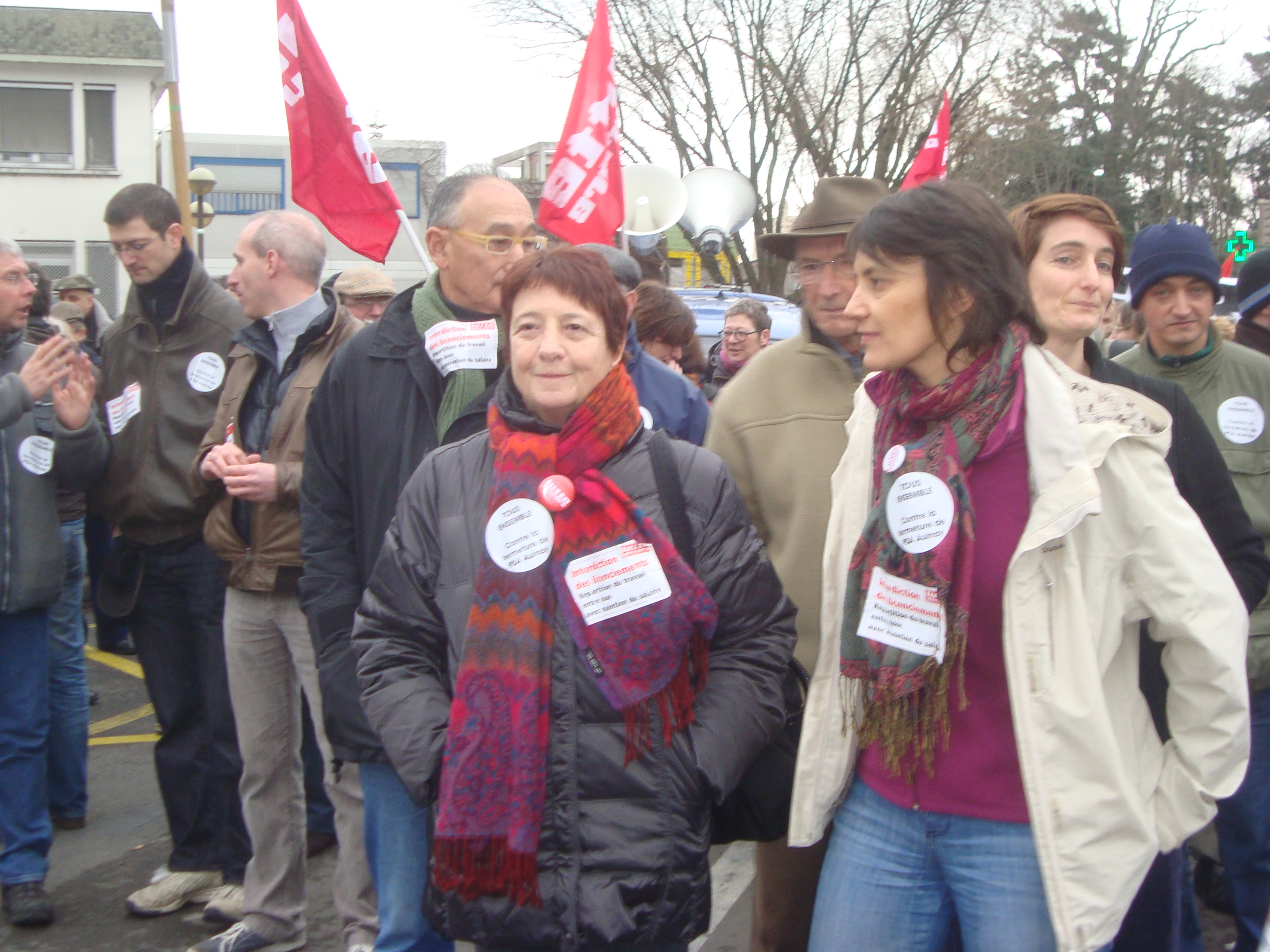
Arlette Laguiller et Nathalie Arthaud, porte-parole de Lutte ouvrière.

Un grand nombre d'hommes politiques d'envergure nationale, dont plusieurs candidats à des élections présidentielles, sont des élus de Seine-Saint-Denis.
Au PCF, au Front de gauche et à La France insoumise :
- Éliane Assassi, présidente du groupe communiste républicain et citoyen au Sénat.
- Clémentine Autain, cofondatrice du trimestriel Regards, cosecrétaire de la Fondation Copernic, porte-parole de Ensemble !, conseillère régionale (2015-2017), députée depuis 2017.
- Robert Ballanger, député, président du groupe communiste à l'Assemblée nationale de 1964 à 1981, maire d'Aulnay-sous-Bois de 1971 à 1978.
- Patrick Braouezec, chef de file des « refondateurs » au PCF, président de Plaine commune, maire de Saint-Denis de 1991 à 2004, député de 1993 à 2012.
- Jean-Pierre Brard, fondateur en 1996 de la Convention pour une alternative progressiste, député de 1988 à 1992, maire de Montreuil de 1984 à 2008.
- Marie-George Buffet, ministre de la Jeunesse et des Sports de 1997 à 2002, secrétaire nationale du PCF de 2001 à 2010, candidate à l'élection présidentielle de 2007, députée de 2002 a 2022.
- Éric Coquerel, coordinateur du Parti de gauche, député depuis 2017.
- Alexis Corbière, député élu en 2017 et porte-parole de Jean-Luc Mélenchon.
- Jacques Duclos, député (1926-1932, 1936-1940, 1945-1958), sénateur (1959-1975), secrétaire général-adjoint du PCF de 1950 à 1953, candidat à l'élection présidentielle de 1969.
- Étienne Fajon, directeur-adjoint (1948-1958) puis directeur (1958-1974) de L'Humanité, député (1936-1940, 1945-1958, 1962-1978).
- Jean-Claude Gayssot, député de 1986 à 1997, ministre de l'Équipement, des Transports et du Logement de 1997 à 2002.
- Patrick Le Hyaric, directeur de L'Humanité depuis 2000, député européen de 2009 à 2019.
- Jack Ralite, ministre de la Santé de 1981 à 1983, puis ministre de l'Emploi de 1983 à 1984, député de 1973 à 1981, maire d'Aubervilliers de 1984 à 2003, sénateur de 1995 à 2011.
- Waldeck Rochet, secrétaire général du PCF de 1964 à 1970, député de 1936 à 1940 et de 1945 à 1973.
- Georges Valbon, premier président du conseil général de la Seine-Saint-Denis (1967-1982 et 1985-1993), maire de Bobigny de 1965 à 1996, président des Charbonnages de France de 1982 à 1983.
- Pierre Zarka, secrétaire national de l'Union des étudiants communistes (UEC) de 1971 à 1973, secrétaire général du MJCF de 1979 à 1984, directeur de L'Humanité de 1994 à 2000, député de 1978 à 1986.

Au PS et divers gauche :
- Claude Bartolone, député de 1981 à 2017, maire du Pré-Saint-Gervais de 1995 à 1998, ministre délégué à la Ville de 1998 à 2002, président du conseil général de 2008 à 2012, président de l'Assemblée nationale de 2012 à 2017.
- Gilbert Bonnemaison, organisateur du congrès d'Épinay, député de 1981 à 1993, maire d'Épinay-sur-Seine de 1967 à 1995.
- Alain Calmat, ancien champion international de patinage artistique, ministre délégué à la Jeunesse et aux Sports de 1984 à 1986, député du Cher de 1986 à 1993, de la Seine-Saint-Denis de 1997 à 2002, maire de Livry-Gargan de 1995 à 2014.
- Marcel Debarge, secrétaire d'État à la Formation professionnelle en 1981, au Logement de 1991 à 1992, puis ministre délégué à la Coopération et au Développement de 1992 à 1993, maire du Pré-Saint-Gervais de 1977 à 1995, sénateur (1977-1991 et 1995-2004).
- Harlem Désir, ancien président de SOS Racisme, député européen de 1999 à 2012, premier secrétaire du Parti socialiste de 2011 à 2014, secrétaire d’État aux Affaires européennes de 2014 à 2017.
- Claude Fuzier, secrétaire général de la FGDS de 1968 à 1969, président de l'OURS de 1989 à 1997, maire de Bondy de 1977 à 1995, député (1988-1991), sénateur (1977-1986 et 1991-1995).
- Élisabeth Guigou, ministre déléguée aux Affaires européennes de 1990 à 1993, députée européenne de 1994 à 1997, garde des Sceaux de 1997 à 2000, puis ministre de l'Emploi et de la Solidarité de 2000 à 2002, députée de 2002 à 2017.
- Bruno Le Roux, ministre de l'Intérieur de décembre 2016 à mars 2017, maire d'Épinay-sur-Seine de 1995 à 2001, député de 1997 à 2016, président du groupe socialiste de l'Assemblée nationale de 2012 à 2016, conseiller général de 1992 à 1997.
- Véronique Neiertz, députée (1981-1988 et 1993-2002), secrétaire d'État chargée de la Consommation de 1988 à 1991, puis des Droits des Femmes de 1991 à 1993.

Aux écologistes :
- Dominique Voynet, cofondatrice des Verts en 1984, ministre de l'Aménagement du territoire et de l'Environnement de 1997 à 2001, sénatrice de 2004 à 2011, maire de Montreuil de 2008 à 2014, candidate à l'élection présidentielle de 1995.

À droite :
- Bruno Beschizza, maire d'Aulnay-sous-Bois depuis 2014, conseiller régional depuis 2010, conseiller départemental de 2015 à 2016, président de Paris Terres d'Envol.
- Philippe Dallier, maire des Pavillons-sous-Bois de 1995 à 2017, conseiller général de 1998 à 2004, sénateur depuis 2004, secrétaire général-adjoint de l'UMP puis des Républicains depuis 2013, premier vice-président du Sénat depuis 2017.
- Xavier Lemoine, maire de Montfermeil, membre et vice-président du Parti chrétien-démocrate.
- Robert Pandraud, ministre délégué auprès du ministre de l'Intérieur chargé de la Sécurité de 1986 à 1988, député de 1988 à 2007.
- Éric Raoult, ministre chargé de l'Intégration et de la Lutte contre l'Exclusion puis ministre délégué à la Ville et à l'Intégration de 1995 à 1997, député de 2002 à 2012, conseiller régional de 1992 à 1998 et en 2004, maire du Raincy de 1995 à 2014.

Au centre :
- Didier Bariani, député de Paris (1978-1981 et 1997), de la Seine-Saint-Denis en 1986, secrétaire d'État auprès du ministre des Affaires étrangères de 1986 à 1988, président du Parti radical de 1979 à 1983.
- Jean-Christophe Lagarde, fondateur de Force européenne démocrate, président de l'UDI, maire de Drancy de 2001 à 2017, député depuis 2002.
- Claude Pernès, conseiller régional de 2004 à 2010, conseiller général de 1985 à 2004, maire de Rosny-sous-Bois de 1983 à 2010.

Au Front national :
- Roger Holeindre, un des responsables historiques du FN, député de 1986 à 1988.

À l'extrême gauche :
- Nathalie Arthaud, porte-parole de LO depuis 2008, résidente à Pantin, candidate aux élections présidentielles de 2012 et 2017.
- Daniel Gluckstein, secrétaire national du PT de 1991 à 2008, résident à Montreuil, candidat à l'élection présidentielle de 2002.
- Alain Krivine, cofondateur et porte-parole de la Jeunesse communiste révolutionnaire, de la Ligue communiste puis de la LCR, résident à Saint-Denis, député européen de 1999 à 2004, candidat à l'élection présidentielle en 1969 et en 1974.
- Arlette Laguiller, porte-parole de LO de 1973 à 2008, conseillère municipale des Lilas (1995-2001), conseillère régionale (1998-2004), députée européenne de 1999 à 2004, candidate à l'élection présidentielle en 1974, 1981, 1988, 1995, 2002 et 2007.